# Liste der Biografien/Gh
Liste der Biografien |
Portal Biografien |
Personensuche
# |
A |
B |
C |
D |
E |
F |
G |
H |
I |
J |
K |
L |
M |
N |
O |
P |
Q |
R |
S |
T |
U |
V |
W |
X |
Y |
Z |
?
 
Ga |
Gb |
Gc |
Gd |
Ge |
Gf |
Gh |
Gi |
Gj |
Gk |
Gl |
Gm |
Gn |
Go |
Gp |
Gq |
Gr |
Gs |
Gu |
Gv |
Gw |
Gy |
Gz
Die Liste der Biografien führt alle Personen auf, die in der deutschsprachigen Wikipedia einen Artikel haben. Dieses ist eine Teilliste mit 578 Einträgen von Personen, deren Namen mit den Buchstaben „Gh“ beginnt.

## Gh

### Gha
- Ghaboush, Philip Abbas (1922–2008), sudanesischer Geistlicher und Politiker
- Ghabroyan, Krikor Bedros XX. (1934–2021), syrischer Geistlicher, Patriarch der Armenisch-Katholischen Kirche
- Ghadaban, Sudad (* 1972), deutscher Technoproduzent
- Ghadarkhah, Mansour (1956–2015), iranischer Regisseur und Drehbuchautor
- Ghadban, Ralph (* 1949), deutscher Islamwissenschaftler und PublizistRalph Ghadban (* 1949)

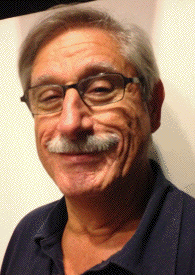
Ralph Ghadban (* 1949)

- Ghadban, Thamir Abbas (* 1945), irakischer Politiker
- Ghaddar, Mohamad (* 1984), libanesischer Fußballspieler
- Ghaderi, Iraj (1935–2012), iranischer Regisseur und Schauspieler sowie Drehbuchautor und Produzent
- Ghaderi, Schuaneh († 2005), iranischer oppositioneller Student, Kurde
- Ghadessy, Kian (* 2005), singapurischer Fußballspieler
- Ghadfa, Ayoub (* 1998), spanischer Boxer
- Ghaḍīḍ († 809), Sklavin und Konkubine
- Ghadimi Navai, Morteza Gholi (* 1921), iranischer Diplomat
- Ghādir, Sängersklavin und Konkubine
- Ghadir, Abd al-Aziz al-, saudi-arabischer Diplomat, Botschafter
- Ghadiri, Argang (* 1985), deutscher Wirtschaftswissenschaftler, Wissenschaftsjournalist und Hochschulprofessor
- Ghadiri, M. Reza (* 1959), iranisch-US-amerikanischer Chemiker
- Ghadirian, Shadi (* 1974), iranische Fotografin
- Ghaem Maghami, Ehsan (* 1982), iranischer Schachgroßmeister
- Ghaemmaghami, Abbas Hosseini (* 1965), islamischer Theologe, Rechtsgelehrter und Philosoph
- Ghafar Ghafoori, Abdul (* 1937), afghanischer Leichtathlet
- Ghafari, Zarifa (* 1992), afghanische KommunalpolitikerinZarifa Ghafari (* 1992)

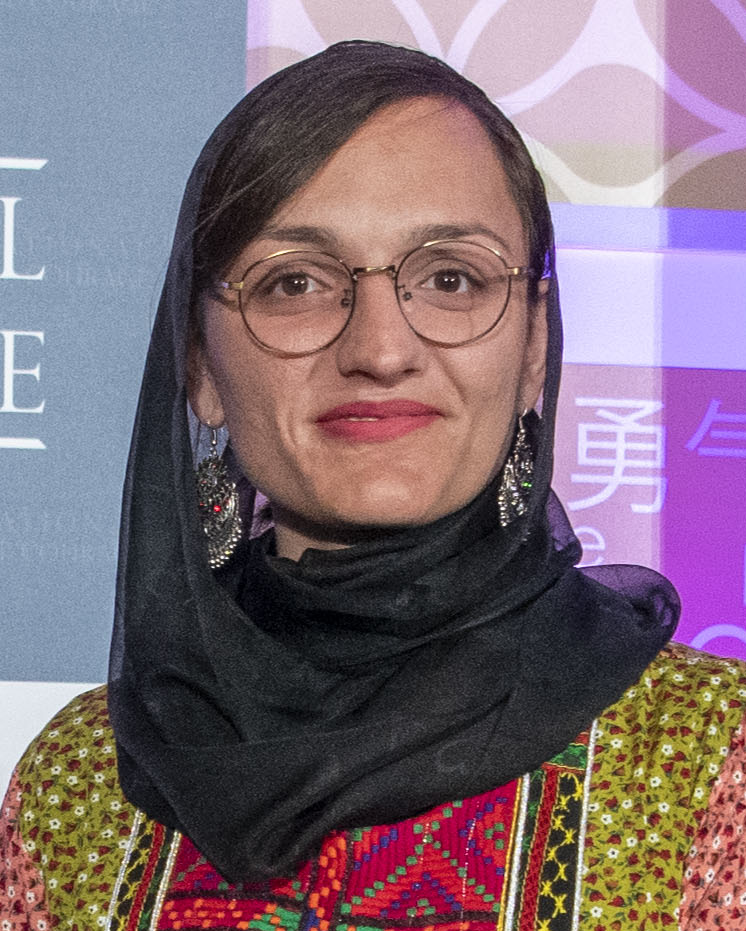
Zarifa Ghafari (* 1992)

- Ghafarian, Behafarid (* 1994), iranische Schauspielerin
- Ghaffar Khan, Khan Abdul († 1988), indisch-pakistanischer Freiheitskämpfer
- Ghaffar, Aamir (* 1979), englischer Badmintonspieler
- Ghaffari Zaka (1886–1951), persischer Diplomat und Politiker
- Ghaffari, Eshagh (* 1981), iranischer Stabhochspringer
- Ghaffari, Hadi (* 1950), iranischer Mullah und Hodschatoleslam und der Chef der iranischen Hisbollahi-Bewegung
- Ghaffari, Matt (* 1961), US-amerikanischer Ringer
- Ghafforowa, Munsifa (1924–2013), sowjetisch-tadschikische Philosophin und Hochschullehrerin
- Ghafiqi, Abu Dschaʿfar Ahmad ibn Muhammad al- († 1166), andalusischer Arzt und Botaniker
- Ghafoor, Abdul (1918–2004), indischer Politiker
- Ghafoor, Madiea (* 1992), niederländische Leichtathletin
- Ghafouri, Norbert (* 1963), deutscher Schauspieler, Regisseur und Schauspiellehrer
- Ghafouri, Vouria (* 1987), iranischer Fußballspieler
- Ghafourizadeh, Hossein (1943–2022), iranischer Leichtathlet
- Ghafri, Mohammed al- (* 1997), omanischer Fußballspieler
- Ghafur, Reham abd-el (* 1978), ägyptische Schauspielerin
- Ghafurow, Bobodschon (1908–1977), tadschikischer Historiker und Politiker
- Ghai, Shivani (* 1975), englische Schauspielerin mit indischer Abstammung
- Ghailani, Ahmad Chalfan al- (* 1974), tansanischer Terrorist, mutmaßliches al-Qaida-MitgliedAhmad Chalfan al-Ghailani (* 1974)

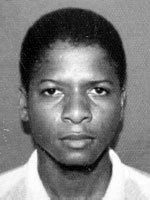
Ahmad Chalfan al-Ghailani (* 1974)

- Ghailani, Khalid Saleh al (* 1995), omanischer Sprinter
- Ghais, Haitham al- (* 1969), designierter Generalsekretär der Organisation erdölexportierender Länder
- Ghajar, Raymond, libanesischer Elektroingenieur, Hochschullehrer und Politiker
- Ghalawandschi, Omar (* 1954), syrischer Politiker
- Ghalayni, Kamal, libanesischer Radrennfahrer
- Ghaleb, Habibullah (* 1939), afghanischer Politiker
- Ghaleb, Ibrahim (* 1990), saudi-arabischer Fußballspieler
- Ghalenoei, Amir (* 1963), iranischer Fußballspieler und -trainer
- Ghali (* 1993), italienischer Rapper
- Ghali, Boutros (1846–1910), ägyptischer Politiker
- Ghali, Brahim (* 1949), westsaharischer Politiker, Generalsekretär der Polisario, Präsident der DARSBrahim Ghali (* 1949)

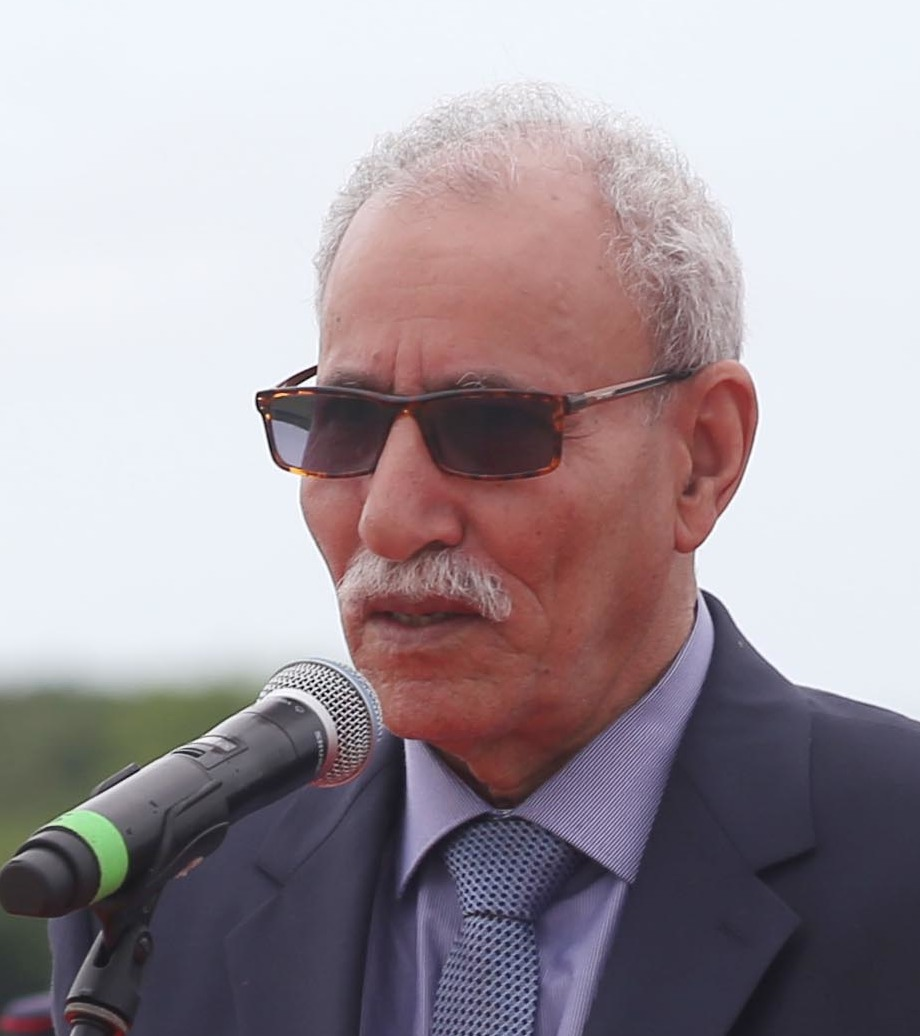
Brahim Ghali (* 1949)

- Ghali, Waguih († 1969), ägyptischer englischschreibender Schriftsteller
- Ghaliachmetow, Ädil (* 1998), kasachischer Shorttracker
- Ghalib, Mirza († 1869), indischer Dichter türkischer Abstammung
- Ghalib, Murad (1922–2007), ägyptischer Botschafter und Außenminister
- Ghalib, Umar Arteh (1930–2020), somalischer Politiker
- Ghalibaf, Mohammad Bagher (* 1961), iranischer Politiker, Bürgermeister von Teheran
- Ghalioun, Burhan (* 1945), syrischer Politikwissenschaftler und Politiker
- Ghaly, Hossam (* 1981), ägyptischer Fußballspieler
- Ghamdi, Faisal al- (* 2001), saudi-arabischer Fußballtorhüter
- Ghamdi, Hamed al- (* 1999), saudi-arabischer Fußballspieler
- Ghamdi, Khalil al- (* 1970), saudi-arabischer Fußball-Schiedsrichter
- Ghan, Emiliano (* 1995), uruguayischer Fußballspieler
- Ghanam, Sultan al- (* 1994), saudi-arabischer Fußballspieler
- Ghanayem, Mohammed Hamza (1957–2004), arabisch-israelischer Lyriker, Schriftsteller und Übersetzer
- Ghanbari, Mokarrameh (1928–2005), iranische Künstlerin der Outsider Art
- Ghanbarzadeh, Keyvan (* 1990), iranischer Hochspringer
- Ghandora, Mohamed (* 1936), marokkanischer Radrennfahrer
- Ghandour, Ali (* 1983), muslimischer Theologe und Buchautor
- Ghandour, Gamal al- (* 1957), ägyptischer Fußballschiedsrichter
- Ghandri, Nader (* 1995), tunesisch-französischer Fußballspieler
- Ghandy, Anuradha (1954–2008), kommunistische und feministische Aktivistin und Schriftstellerin in Indien
- Ghane, Shojaat (* 1975), iranischer Schachgroßmeister
- Ghanea, Nazila, iranische Juristin und Menschenrechtsexpertin
- Ghanem, Antoine (1943–2007), libanesischer Politiker und Attentatsopfer
- Ghani, Aschraf (* 1949), afghanischer PolitikerAschraf Ghani (* 1949)

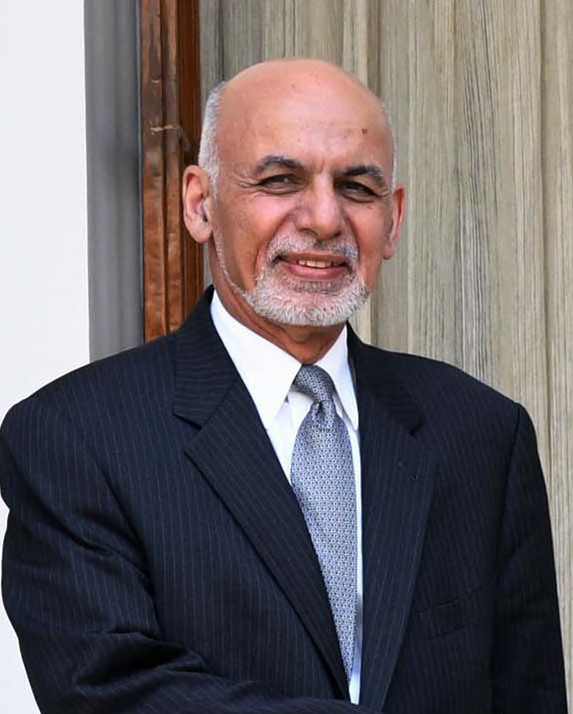
Aschraf Ghani (* 1949)

- Ghani, Assad Abdul (* 1976), maledivischer Fußballspieler
- Ghani, Mariam (* 1978), US-amerikanische Künstlerin
- Ghani, Naeema (* 1983), afghanische Kinderbuchautorin, Lehrerin und Aktivistin
- Ghani, Rula (* 1948), afghanisch-libanesische Politikwissenschaftlerin und Journalistin
- Ghani, Shahfiq (* 1992), singapurischer Fußballspieler
- Ghani, Usman (* 1996), afghanischer Cricketspieler
- Ghania, Mahmoud (1951–2015), marokkanischer Gnawa-Musiker (Gesang, Gimbri)
- Ghanim, Schukri (1942–2012), libyscher Politiker, Premierminister von Libyen (2003 bis 2006), Ölminister (2006 bis 2011)
- Ghanima, Joseph (1881–1958), irakischer Geistlicher, Patriarch von Babylon der chaldäisch-katholischen Kirche
- Ghannam, Ibrahim (1930–1984), palästinensischer Maler
- Ghannam, Khalid al- (* 2000), saudi-arabischer Fußballspieler
- Ghannouchi, Mohamed (* 1941), tunesischer Politiker
- Ghante, Santosh (* 1983), indischer Harmoniumspieler, Solist, Begleiter und Komponist
- Ghanuni, Junus (* 1957), afghanischer Politiker
- Ghappar, Merdan, chinesisches männliches Modemodel
- Gharabaghzjan, Tigran (* 1984), armenischer Fußballspieler
- Gharahkhani, Masud (* 1982), norwegischer Politiker (Ap)
- Gharamian, Tigran (* 1984), französischer Schachgroßmeister
- Gharany, Raphael (* 1988), deutscher Boulespieler
- Gharavi, Homayun (* 1968), deutscher Arzt und Sportwissenschaftler iranischer Abstammung
- Gharayba, Haschim (* 1953), jordanischer Schriftsteller
- Gharazi, Mohammad (* 1941), iranischer Politiker
- Gharbal, Schafiq (1894–1961), ägyptischer Historiker
- Gharbi, Ali (1955–2009), tunesischer Schwimmer
- Gharbi, Fátima (* 2001), spanisch-marokkanische Fußballspielerin
- Gharbi, Ismaël (* 2004), spanisch-französischer Fußballspieler
- Gharbi, Mahbouba (* 1973), tunesische Ingenieurin und Informatikerin
- Gharbi, Semia, tunesische Umweltaktivistin
- Gharbia, Khalil Ben (* 1999), französischer SchauspielerKhalil Ben Gharbia (* 1999)

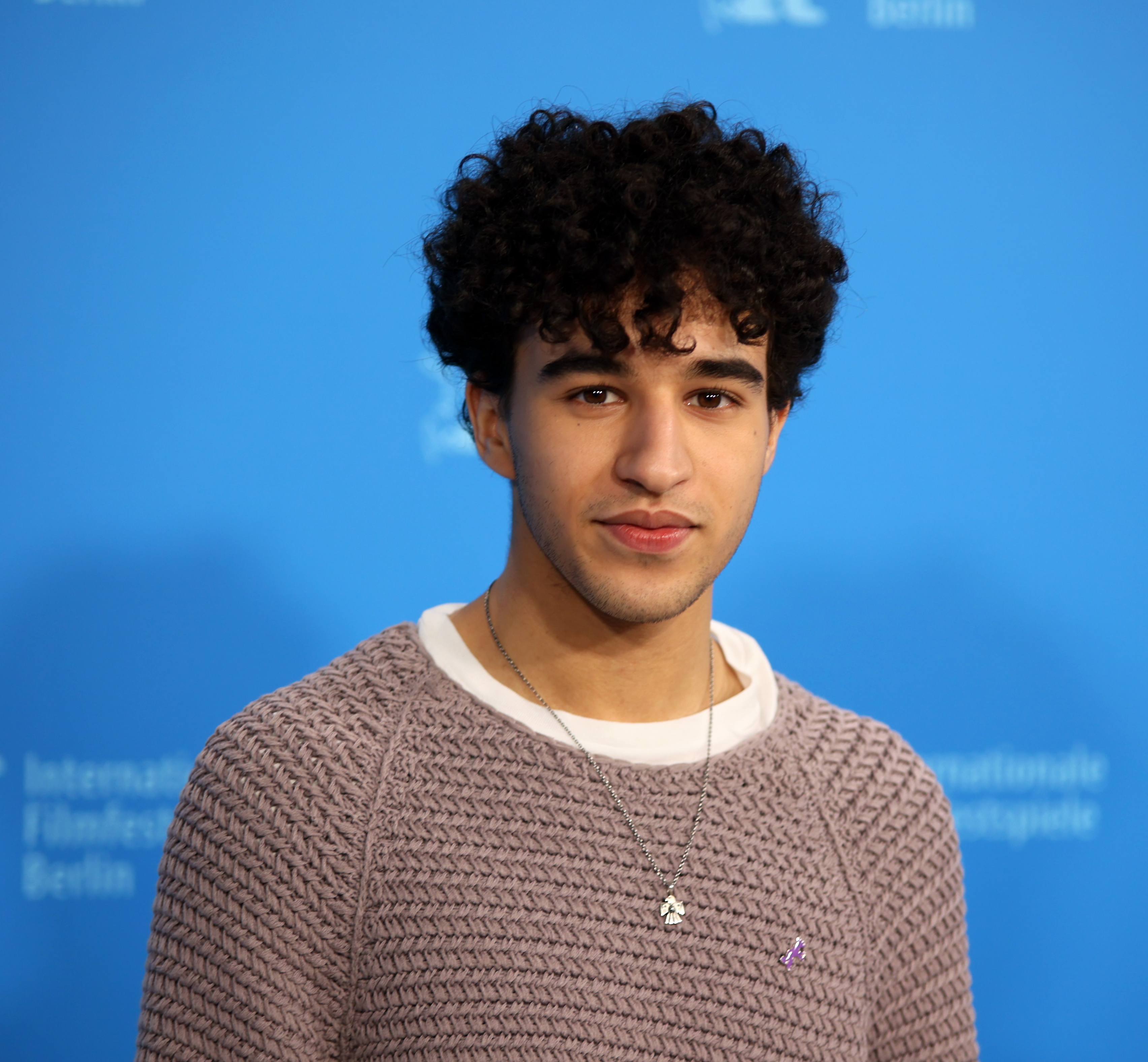
Khalil Ben Gharbia (* 1999)

- Ghardooni, Ali (* 1979), deutscher Diskuswerfer und Kanute
- Ghareeb Ibrahim Mohamed, Mostafa (* 2001), ägyptischer Mittelstreckenläufer
- Ghareeb, Abdulrahman (* 1997), saudi-arabischer Fußballspieler
- Ghareeb, Mohammad (* 1980), kuwaitischer Tennisspieler
- Ghariani, Elyes (* 1958), tunesischer Diplomat
- Gharib, Hannah (* 1998), deutsche Schauspielerin
- Gharib, Israa (1998–2019), palästinensisches Opfer eines sogenannten Ehrenmordes
- Gharib, Jaouad (* 1972), marokkanischer Langstreckenläufer und zweimaliger Marathon-Weltmeister
- Gharibaschwili, Irakli (* 1982), georgischer PolitikerIrakli Gharibaschwili (* 1982)

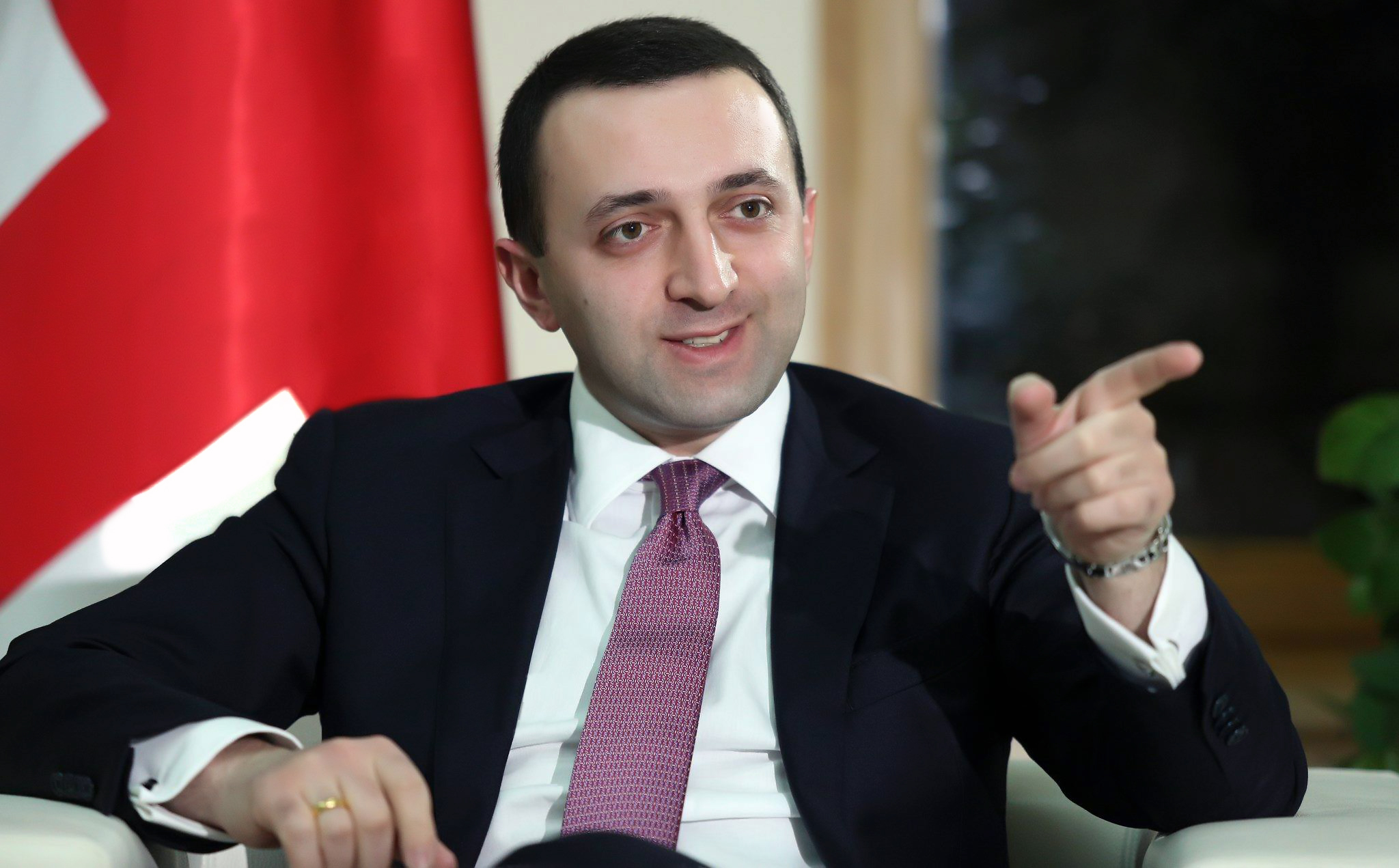
Irakli Gharibaschwili (* 1982)

- Gharibjan, Gregor (1924–1991), armenisch-russischer Physiker und Hochschullehrer
- Ghartey, Joe, ghanaischer Politiker, Justizminister und Generalstaatsanwalt
- Ghartey, Robert Jones († 1897), Händler, Politiker der Fante-Konföderation, König von Winnebah
- Gharzai, Mohamed Ibrahim, afghanischer Fußballspieler
- Ghasar Parpezi, armenischer Kleriker und Geschichtsschreiber
- Ghasarjan, Geworg (* 1988), armenischer Fußballspieler
- Ghasarjan, Liana (* 2000), armenische Fußballspielerin
- Ghasarjan, Regina (1915–1999), armenische Malerin und Person des öffentlichen Lebens
- Ghasarjan, Sona (* 1993), armenische Politikerin und Abgeordnete
- Ghasarjan, Stepan (* 1985), armenischer Fußballspieler
- Ghaschmi, Ahmed Hussein al- (1941–1978), nordjeminitischer Staatspräsident
- Ghasemi, Komeil (* 1988), iranischer Ringer
- Ghasemi, Reza (* 1987), iranischer Sprinter
- Ghasemi, Rostam (1964–2022), iranischer General und Politiker
- Ghasemi-Nobakht, Rubic (* 1987), deutscher Fußballspieler
- Ghasemi-Nobakht, Sebastian (* 1985), deutscher Fußballspieler
- Ghasemipour, Amin (* 1985), iranischer Boxer
- Ghasia, Hawa (* 1966), tansanische Politikerin
- Ghasra, Ruqaya al- (* 1982), bahrainische Leichtathletin
- Ghassani, Muhsen al- (* 1997), omanischer Fußballspieler
- Ghassani, Yahya al- (* 1998), Fußballspieler aus den Vereinigten Arabischen Emiraten
- Ghassem-Abadi, Kian Golpira (* 1992), deutscher Kickboxer
- Ghassemlou, Abdul Rahman (1930–1989), iranischer Kurde, Vorsitzender der DPK-I
- Ghassim, Babak (* 1983), iranisch-deutscher Autor und PoetryslamerBabak Ghassim (* 1983)

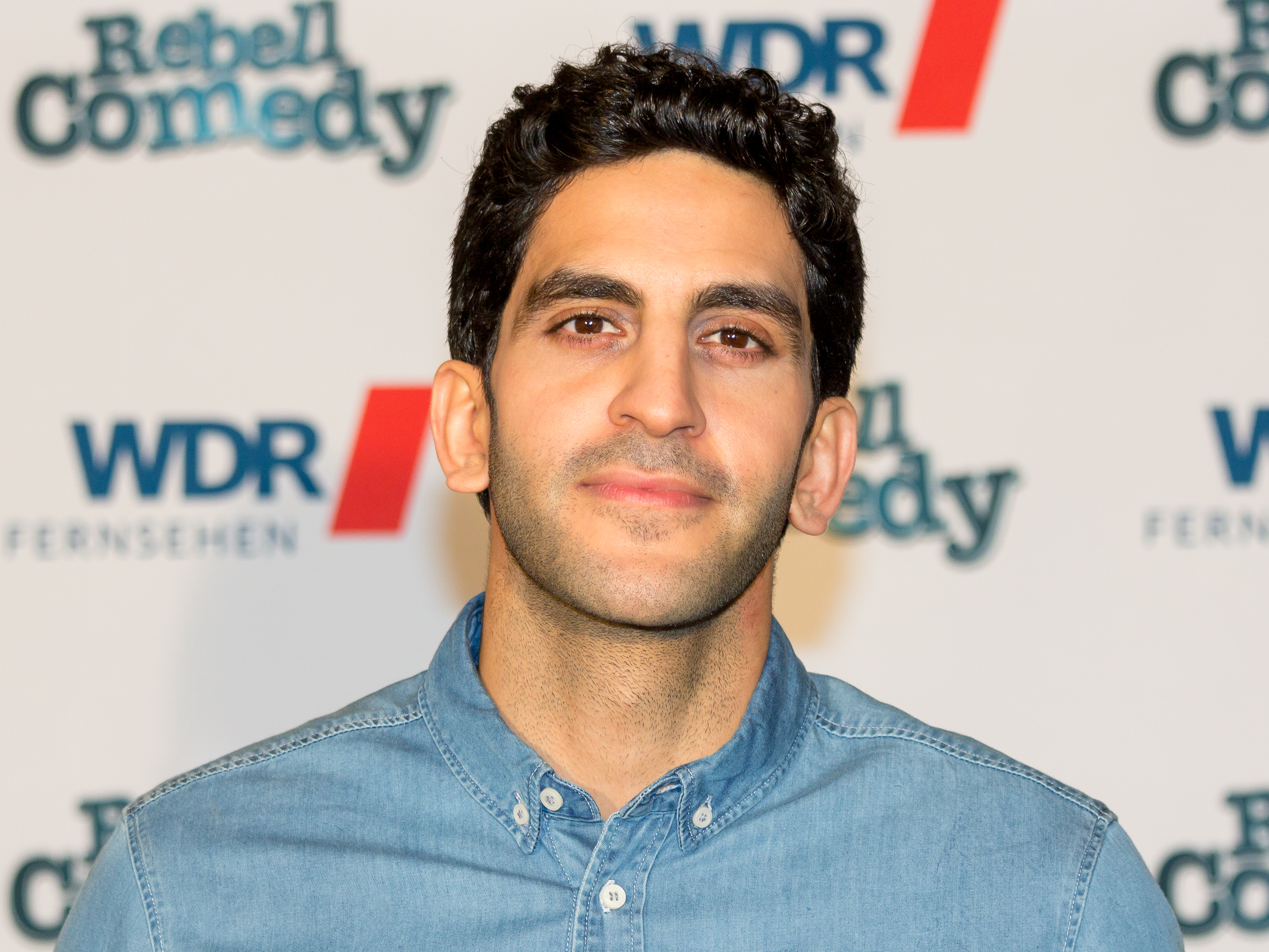
Babak Ghassim (* 1983)

- Ghatak, Maitreesh (* 1968), indischer Ökonom und Hochschullehrer
- Ghatak, Poulomi (* 1983), indische Tischtennisspielerin
- Ghatak, Ritwik (1925–1976), indischer Filmregisseur und Drehbuchautor
- Ghatas, Maged George Ilias (* 1949), ägyptischer Politiker
- Ghatge, Sagarika (* 1986), indisches Model und Schauspielerin
- Ghattas, Basel (* 1956), israelischer Politiker
- Ghattas, Dan Christian, deutscher Intersex-/Transgender- und Menschenrechtsaktivist, Universitätsdozent, Kulturwissenschaftler, Journalist und Coach
- Ghattas, Ignatius (1920–1992), US-amerikanischer Geistlicher, melkitisch-griechisch-katholischer Bischof von Newton
- Ghattas, Maria Alfonsina (1843–1927), palästinensische Ordensschwester und Mystikerin
- Ghattas, Stephanos II. (1920–2009), ägyptischer Geistlicher, Patriarch von Alexandria und Kardinal
- Ghaus, Muhammad (1502–1563), indischer Sufi-Heiliger
- Ghaussy, Abdul Ghanie (* 1932), afghanischer Wirtschaftswissenschaftler
- Ghayedi, Mehdi (* 1998), iranischer Fußballspieler
- Ghayour, Mahboubeh (* 1980), iranische Leichtathletin
- Ghazal, Ali (* 1992), ägyptischer Fußballspieler
- Ghazal, Majd Eddin (* 1987), syrischer Hochspringer
- Ghazal, Ruba (* 1977), kanadische Politikerin
- Ghazal, Salim (1931–2011), libanesischer Ordensgeistlicher, Erzbischof
- Ghazali Shafie (1922–2010), malaysischer Politiker, Premierminister
- Ghazālī, Ahmad al- († 1126), islamischer Mystiker
- Ghazālī, al- († 1111), persischer Theologe, Philosoph und MystikerAl-Ghazālī († 1111)

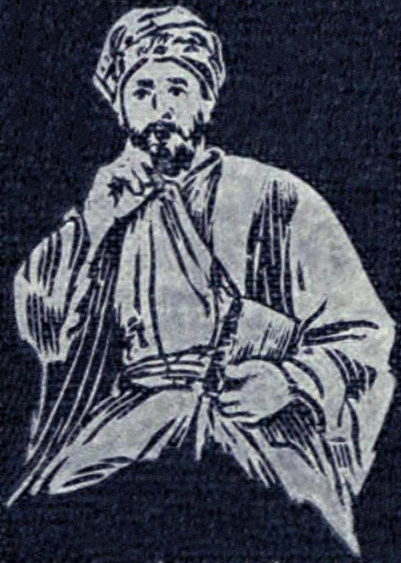
Al-Ghazālī († 1111)

- Ghazali, Zainab al- (1917–2005), ägyptische islamische Propagandistin
- Ghazaly, Omar Ahmed el (* 1984), ägyptischer Diskuswerfer
- Ghazan Ilchan (1271–1304), mongolischer Ilchan von Persien
- Ghazanfar, Husn Banu (* 1957), afghanische Politikerin
- Ghazaoui, Abdellatif El (* 1983), marokkanischer Sprinter
- Ghazarian, Sona (* 1945), armenisch-österreichische Opernsängerin in der Stimmlage Sopran
- Ghazaryan, Vazgen (* 1978), armenischer Opernsänger (Bass)
- Ghazi I. (1912–1939), irakischer Adeliger, König des Irak
- Ghazi Muhammad (1795–1832), islamischer Gelehrter und Prediger bei den Awaren in Dagestan
- Ghazi, Abdul Rashid (1964–2007), islamischer Geistlicher und radikaler Islamist
- Ghazi, Anwar El (* 1995), niederländisch-marokkanischer Fußballspieler
- Ghazi, Areej (* 1967), jordanische Prinzessin; Ehefrau von Ghazi bin Muhammad
- Ghazi, Fquih Mohammed (* 1895), marokkanischer Lehrer, Gründungsmitglied der Istiqlal und Diplomat
- Ghazi, Mahmood Ahmad (1950–2010), islamischer Rechtswissenschaftler und Hochschullehrer; Präsident der Internationalen Islamischen Universität in Islamabad und Richter am pakistanischen Bundes-Schariagericht
- Ghazi, Nadine (* 2001), ägyptische Fußballspielerin
- Ghazir, Jakob von (1875–1954), libanesischer Kapuziner, Seliger
- Ghaziyar, Jawad, afghanischer Sänger
- Ghazizadeh, Farnaz (* 1974), iranische Journalistin und Moderatorin
- Ghazouani, Maouhoub, marokkanischer Fußballspieler
- Ghazouani, Mohamed Ould (* 1956), mauretanischer General und PolitikerMohamed Ould Ghazouani (* 1956)

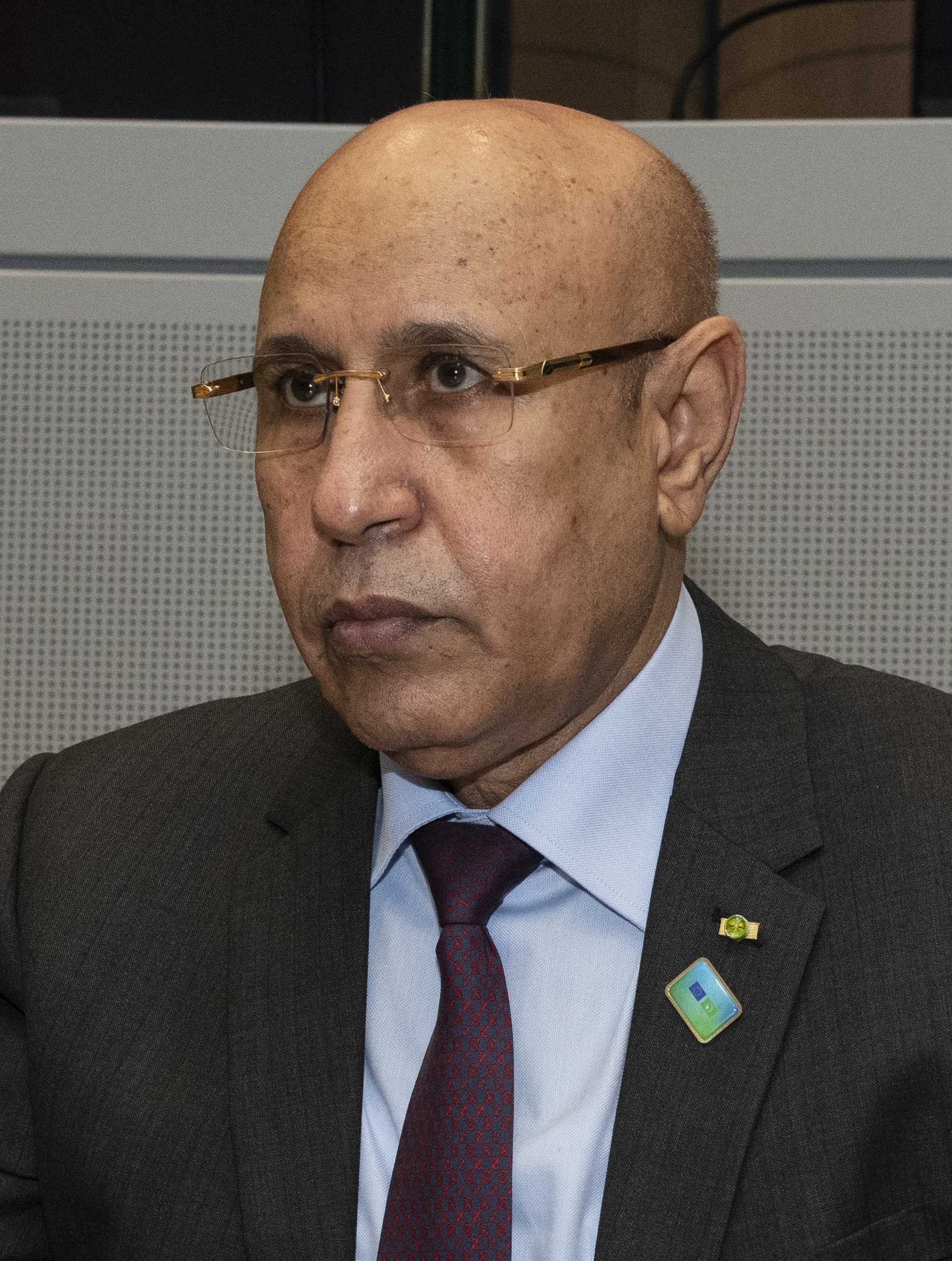
Mohamed Ould Ghazouani (* 1956)

- Ghazzali, Kacem El (* 1990), marokkanischer säkularer Blogger und Schriftsteller
- Ghazzawi, Abbas Faig (1932–2005), saudischer Diplomat
- Ghazzawi, Izzat (1951–2003), palästinensischer Schriftsteller
- Ghazzi, Said al- (1893–1967), syrischer Rechtsanwalt und Politiker

### Ghe
- Ghebray, Berhane (* 1938), äthiopischer Diplomat, Jurist und Manager
- Ghebregergis, Yohanes (* 1989), eritreischer Langstreckenläufer
- Ghebreghiorghis, Musie (* 1949), eritreischer Geistlicher
- Ghebreghiorghis, Woldetensaé (* 1940), eritreischer Geistlicher, Bischof und emeritierter Apostolischer Vikar von Harar
- Ghebreigzabhier, Amanuel (* 1994), eritreischer Radsportler
- Ghebreigziabiher, Alessandro (* 1968), italienischer Schriftsteller und Theaterschauspieler
- Ghebrelul, Tekle (* 1969), grönländischer Fußballtrainer eritreischer Herkunft
- Ghebremedhin, Markos (* 1966), äthiopischer Geistlicher
- Ghebremeskel, Bisrat (* 1998), eritreische Radsportlerin
- Ghebresilasie, Weynay (* 1994), eritreischer Leichtathlet
- Ghebreslassie, Ghirmay (* 1995), eritreischer Langstreckenläufer
- Ghebreyesus, Fisihasion (* 1941), äthiopischer Radrennfahrer
- Ghebreyesus, Tedros Adhanom (* 1965), äthiopischer Biologe, Immunologe, Politiker, WHO-GeneraldirektorTedros Adhanom Ghebreyesus (* 1965)

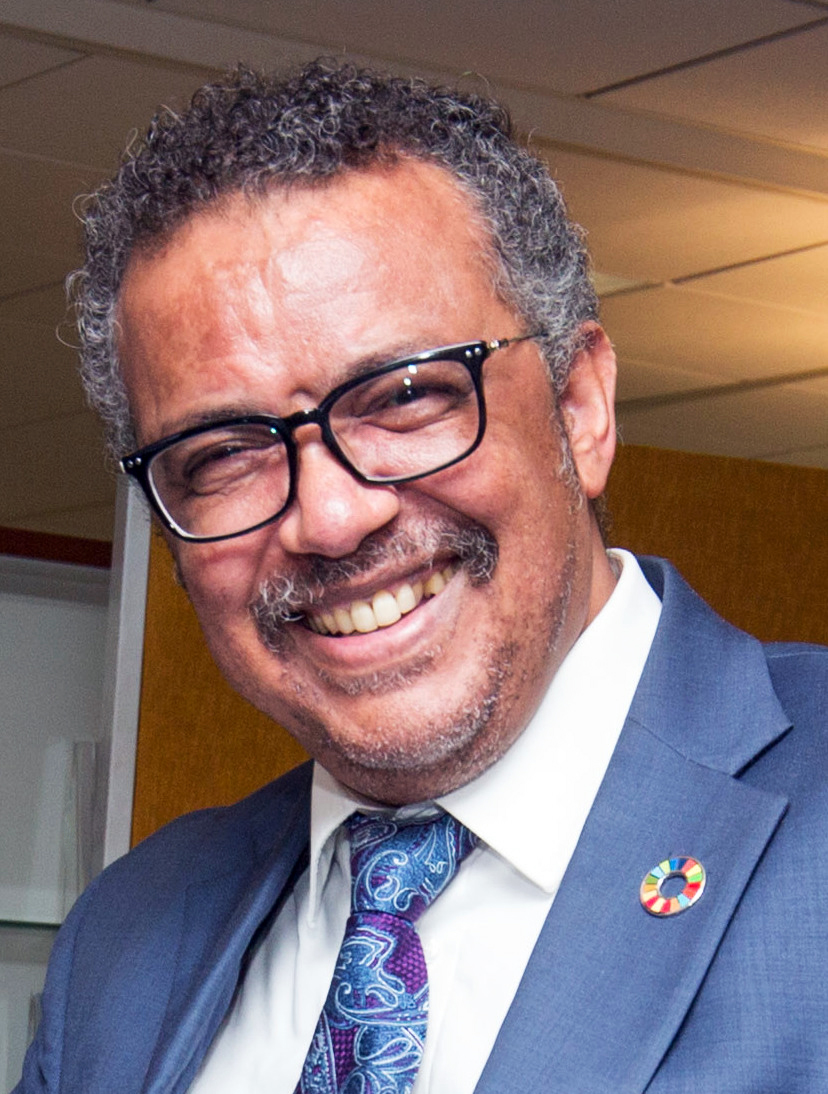
Tedros Adhanom Ghebreyesus (* 1965)

- Ghebrezghiher, Thomas (* 1990), deutscher American-Football-Spieler
- Ghedbane, Khalifa (* 1996), algerischer Handballspieler
- Ghedi, Ali Mohammed (* 1952), somalischer Premierminister
- Ghedia, Mala (* 1976), australische Schauspielerin und Synchronsprecherin
- Ghedin, Pietro (* 1952), italienischer Fußballspieler und -trainer
- Ghedin, Riccardo (* 1985), italienischer Tennisspieler
- Ghedina, Bruno (1943–2021), italienischer Eishockeyspieler
- Ghedina, Giuseppe (1898–1986), italienischer Skilangläufer
- Ghedina, Kristian (* 1969), italienischer Skirennläufer und MotorsportlerKristian Ghedina (* 1969)

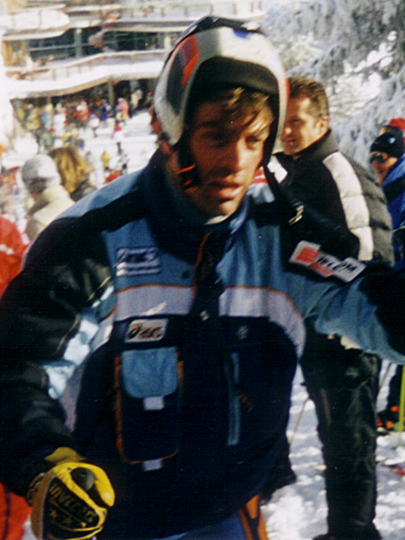
Kristian Ghedina (* 1969)

- Ghedina, Minu (* 1959), österreichische Schauspielerin und Bildhauerin
- Ghedini, Giorgio Federico (1892–1965), italienischer Komponist
- Ghedini, Sante, Sportdirektor der Scuderia Ferrari
- Gheel-Gildemeester, Frank van (1881–1952), niederländischer Kaufmann, Philanthrop und Quäker
- Gheerkin de Hondt, franko-flämischer Komponist und Sänger der Renaissance
- Gheevarghese Mar Aprem (* 1961), indischer syro-malabarischer Geistlicher, Weihbischof in Kottayam
- Ghega, Carl von (1802–1860), Erbauer der Semmeringbahn
- Gheisar, Bryce (* 2004), US-amerikanischer Schauspieler und Filmregisseur
- Ghekiere, Justine (* 1996), belgische Radrennfahrerin
- Ghelber, Bianca (* 1990), rumänische Leichtathletin
- Ghelen, Johann Peter van (1673–1754), österreichischer Buchdrucker und Verleger
- Ghelen, Johann van († 1721), flämischer Buchdrucker, der vorwiegend in Wien tätig war
- Ghelichi, Amin (* 1990), iranischer Sprinter
- Ghella, Mario (1929–2020), italienischer Radrennfahrer
- Ghem, André (* 1982), brasilianischer Tennisspieler
- Ghémar, Louis Joseph (1819–1873), belgischer Maler, Graphiker, Fotograf und Kunsthändler
- Ghemawat, Pankaj (* 1959), indisch-US-amerikanischer Wirtschaftswissenschaftler, Hochschullehrer, Global Strategist, Redner und Schriftsteller
- Ghemawat, Sanjay (* 1966), US-amerikanischer Informatiker
- Ghemen, Gottfried von, niederländischer Buchdrucker, der vorwiegend In Kopenhagen tätig war
- Ghemetchu, Fikre-Mariam (1926–1995), äthiopischer römisch-katholischer Ordensgeistlicher und Apostolischer Vikar von Nekemte
- Ghemon (* 1982), italienischer Rapper
- Ghenea, Mădălina Diana (* 1987), rumänische Modell und SchauspielerinMădălina Diana Ghenea (* 1987)

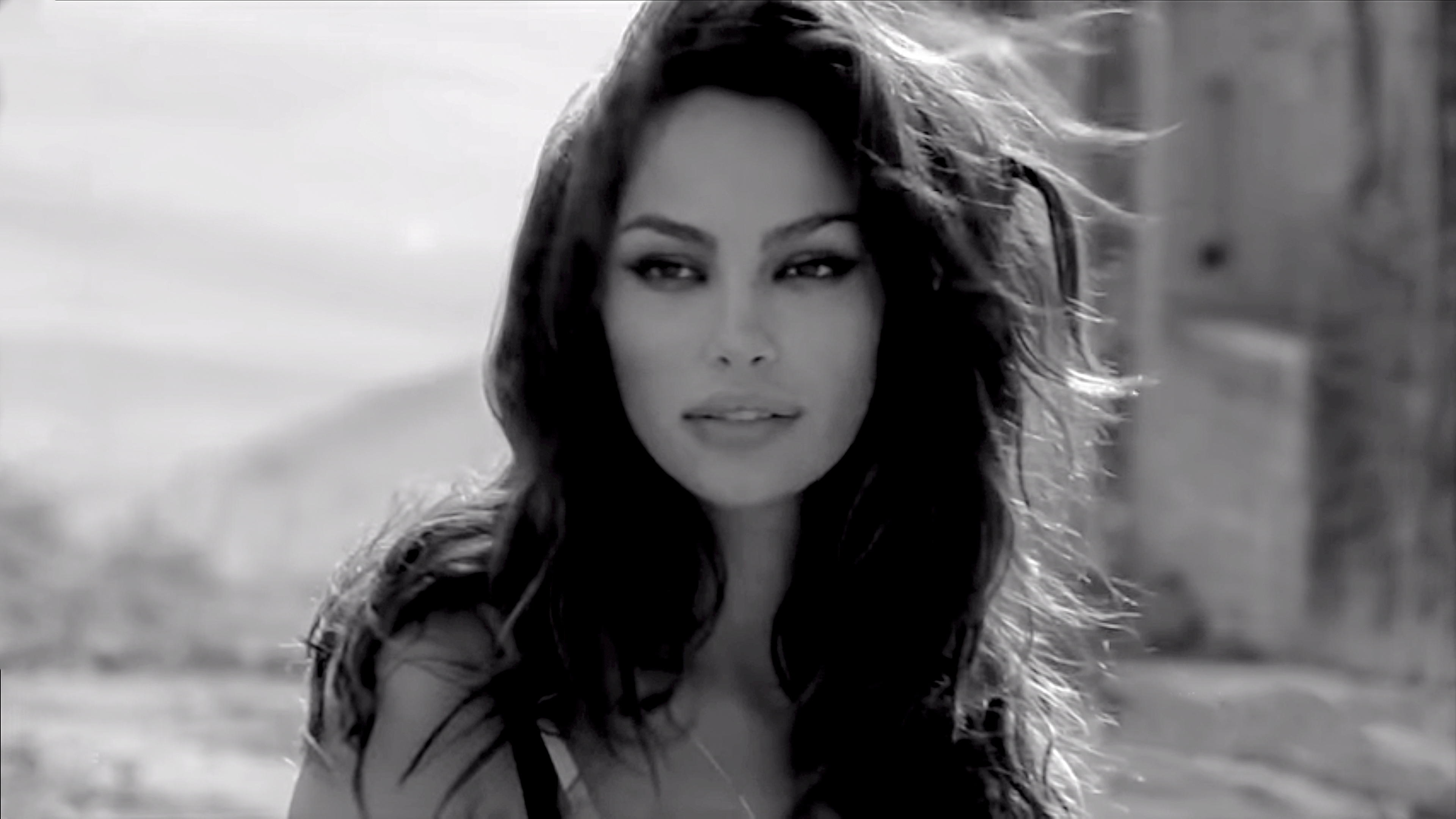
Mădălina Diana Ghenea (* 1987)

- Ghenie, Adrian (* 1977), rumänischer Künstler
- Ghent, Abby (* 1992), US-amerikanische Skirennläuferin
- Ghent, Olivier van (1470–1512), flämischer Bildhauer
- Ghent, Willem Joseph van († 1672), niederländischer Admiral
- Ghéon, Henri (1875–1944), französischer Schriftsteller
- Gheorghe, Carmen, rumänische Romaaktivistin
- Gheorghe, Costin (* 1989), rumänischer Fußballspieler
- Gheorghe, Cristian (* 1956), rumänischer Fußballspieler
- Gheorghe, Cristina (* 1986), rumänisch-italienische Handballspielerin
- Gheorghe, Dumitru (* 1930), rumänischer Politiker (PCR), Staatssekretär und Botschafter
- Gheorghe, Elena (* 1985), rumänische Popsängerin
- Gheorghe, Ionuț (* 1984), rumänischer Boxer
- Gheorghe, Marin (* 1959), rumänischer Ruderer
- Gheorghe, Sebastian (* 1976), rumänischer Fußballschiedsrichterassistent
- Gheorghe, Tudor (* 1945), rumänischer Sänger
- Gheorghe, Vilmoș (1941–2002), rumänischer Biathlet
- Gheorghiță, Viorel (* 1982), moldauischer Leichtathlet, Sommerbiathlet und Crossläufer
- Gheorghiță, Vitalie (* 1982), moldauischer Leichtathlet, Sommerbiathlet und Crossläufer
- Gheorghiu, Adrian (* 1981), rumänischer Fußballspieler
- Gheorghiu, Angela (* 1965), rumänische Opernsängerin (Sopran)
- Gheorghiu, Cantemir (* 1982), deutscher Produktdesigner
- Gheorghiu, Constantin Virgil (1916–1992), rumänischer Schriftsteller
- Gheorghiu, Dumitru (1918–1970), rumänischer Politiker (PCR) und Botschafter
- Gheorghiu, Ermil (1896–1977), rumänischer Offizier, zuletzt Generalmajor im Zweiten Weltkrieg
- Gheorghiu, Florin (* 1944), rumänischer Schachspieler
- Gheorghiu, Gheorghe (* 1954), rumänischer Sänger
- Gheorghiu, Luminița (1949–2021), rumänische Schauspielerin
- Gheorghiu, Ștefan (1879–1914), rumänischer Arbeiterführer
- Gheorghiu, Ștefan (1926–2010), rumänischer Geiger und Musikpädagoge
- Gheorghiu, Teo (* 1992), kanadischer PianistTeo Gheorghiu (* 1992)

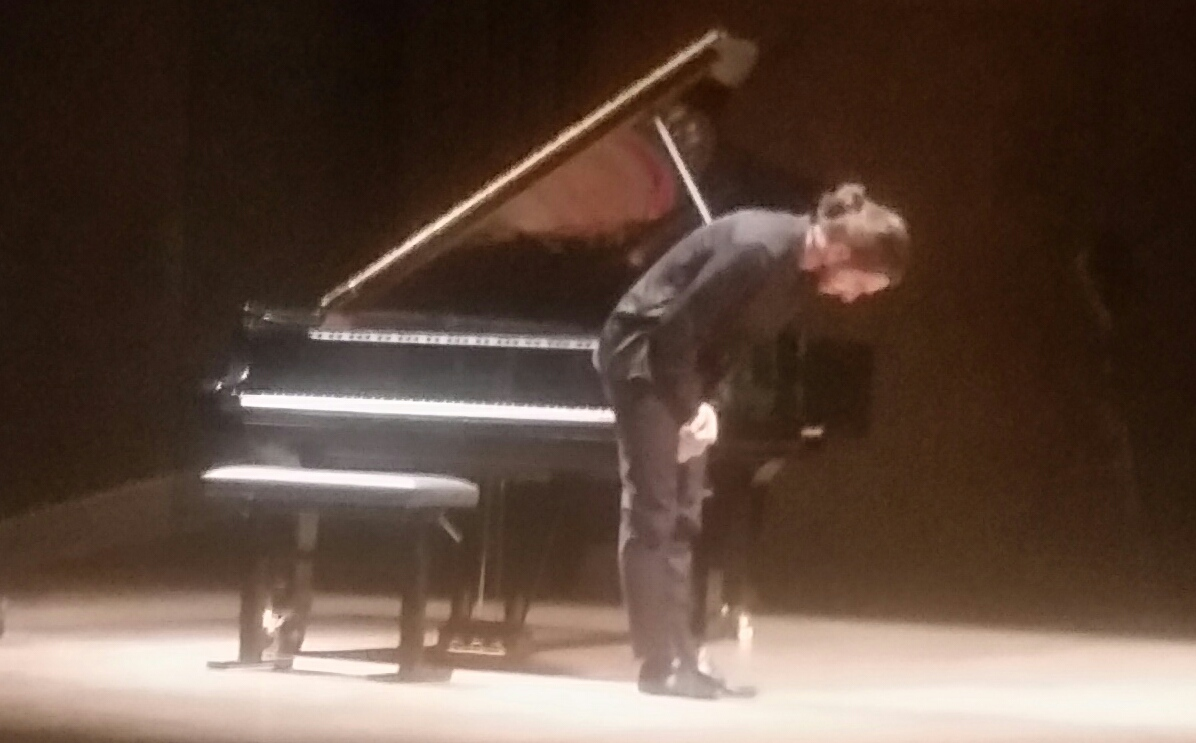
Teo Gheorghiu (* 1992)

- Gheorghiu, Teodora (* 1978), rumänische Opernsängerin (lyrischer Koloratursopran)
- Gheorghiu, Valentin (1928–2023), rumänischer Pianist und Komponist
- Gheorghiu-Dej, Gheorghe (1901–1965), rumänischer PolitikerGheorghe Gheorghiu-Dej (1901–1965)

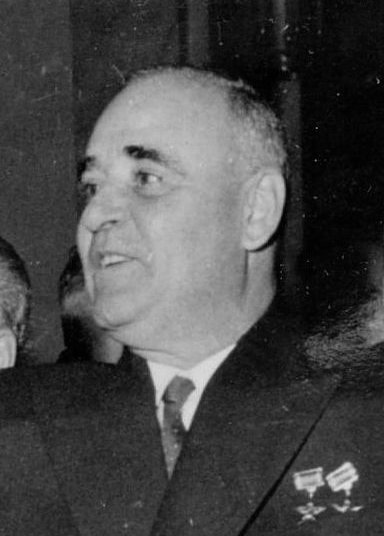
Gheorghe Gheorghiu-Dej (1901–1965)

- Gherardello da Firenze, italienischer Komponist
- Gherardeschi, Filippo Maria (1738–1808), italienischer Komponist und Organist
- Gherardeschi, Giuseppe (1759–1815), italienischer Kapellmeister, Organist, Komponist
- Gherardi del Testa, Tommaso (1814–1881), italienischer Lustspieldichter
- Gherardi, Alessandro (1844–1908), italienischer Archivar und Historiker
- Gherardi, Cristofano (1508–1556), italienischer Maler des Manierismus in der Spätrenaissance
- Gherardi, Gherardo (1891–1949), italienischer Drehbuchautor und Dramatiker
- Gherardi, Maffeo (1406–1492), Kardinal der katholischen Kirche und Patriarch von Venedig
- Gherardi, Piero (1909–1971), italienischer Art Director, Kostüm- und Szenenbildner
- Gherardi, Raphaël (* 1992), elsässischer Fußballspieler
- Gherardi, Silvestro (1802–1879), italienischer Mathematikhistoriker und Physiker
- Gherardi, Silvia (* 1949), italienische Soziologin
- Gherardini, Alessandro (1655–1726), italienischer Maler
- Gherasim, Alina (* 1971), rumänische Langstreckenläuferin
- Ghereg, Stanislav (* 2007), moldauischer Leichtathlet
- Gherghel, Petru (* 1940), rumänischer Geistlicher und römisch-katholischer Bischof von Iași
- Gherghy, Vasily (* 1974), moldauischer Biathlet
- Gherhard, Cristian Codrin (* 1989), deutscher Handballspieler und Modell
- Gheri, Hermine (1918–2013), österreichische Physikerin
- Gheri, Leopold (1866–1952), österreichischer Journalist, Schriftsteller und Maler
- Ghering, Leo (1900–1966), niederländischer Fußballspieler
- Gherlacus de Bremis, Ratssekretär der Hansestadt Lübeck
- Gherman, Doina (* 1982), moldauische Politikerin und Frauenrechtlerin
- Gherman, Grigore (* 1987), rumänischer Folkloresänger und TV-Moderator
- Gherman, Marius (* 1967), rumänischer Kunstturner
- Gherman, Sabin (* 1968), rumänischer Journalist und Publizist
- Gherman, Simona (* 1985), rumänische Degenfechterin
- Ghermandi, Quinto (1916–1994), italienischer Bildhauer
- Ghermay, Ermias, mutmaßlicher äthiopischer Krimineller
- Ghernaouti, Solange (* 1958), Informatikerin und Professorin an der Universität Lausanne
- Ghersi, Pietro (1899–1972), italienischer Automobil- und Motorradrennfahrer
- Gherwen, Reynier van, holländischer Maler
- Ghesheyan, Fahad al- (* 1973), saudi-arabischer Fußballspieler
- Ghesquière, Nicolas (* 1971), französischer ModeschöpferNicolas Ghesquière (* 1971)

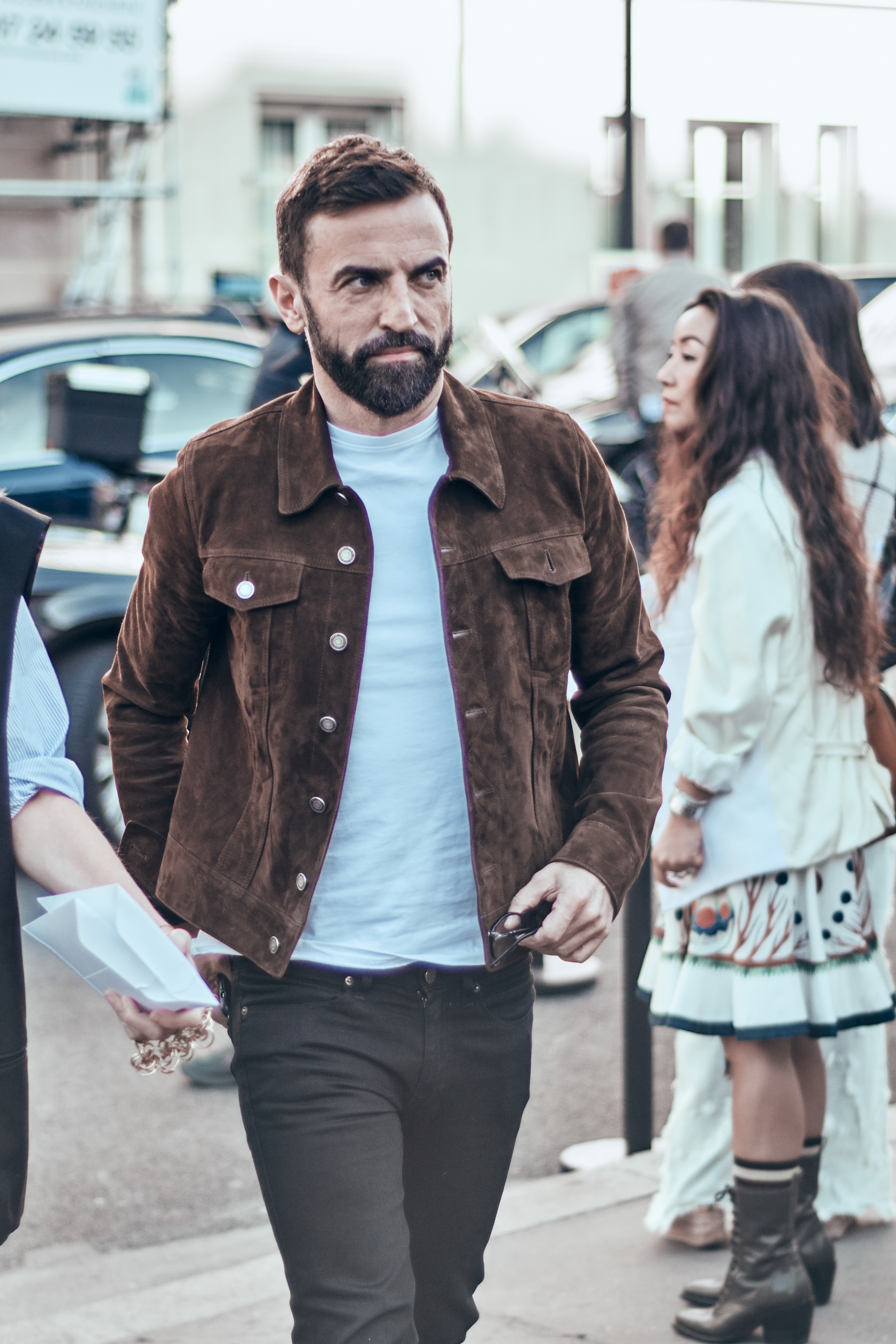
Nicolas Ghesquière (* 1971)

- Ghetelen, Augustinus van (1495–1558), deutscher Dominikaner, römisch-katholischer Kontroverstheologe und Domherr
- Ghetelen, Hans van, Inkunabel-Buchdrucker in Lübeck
- Ghetelen, Henning van, deutscher Übersetzer
- Ghetta, Tanja (* 1973), österreichische Kabarettistin
- Ghetts (* 1984), britischer Grime-Rapper
- Gheusi, Pierre-Barthélemy (1865–1943), französischer Schriftsteller, Journalist und Theaterleiter
- Ghewond, armenischer Kleriker und Historiker
- Gheyn, Jakob de II. († 1629), niederländischer Maler und Graveur
- Gheynst, Johanna van der († 1541), Geliebte Kaiser Karls V.
- Ghez, Andrea (* 1965), US-amerikanische AstronominAndrea Ghez (* 1965)

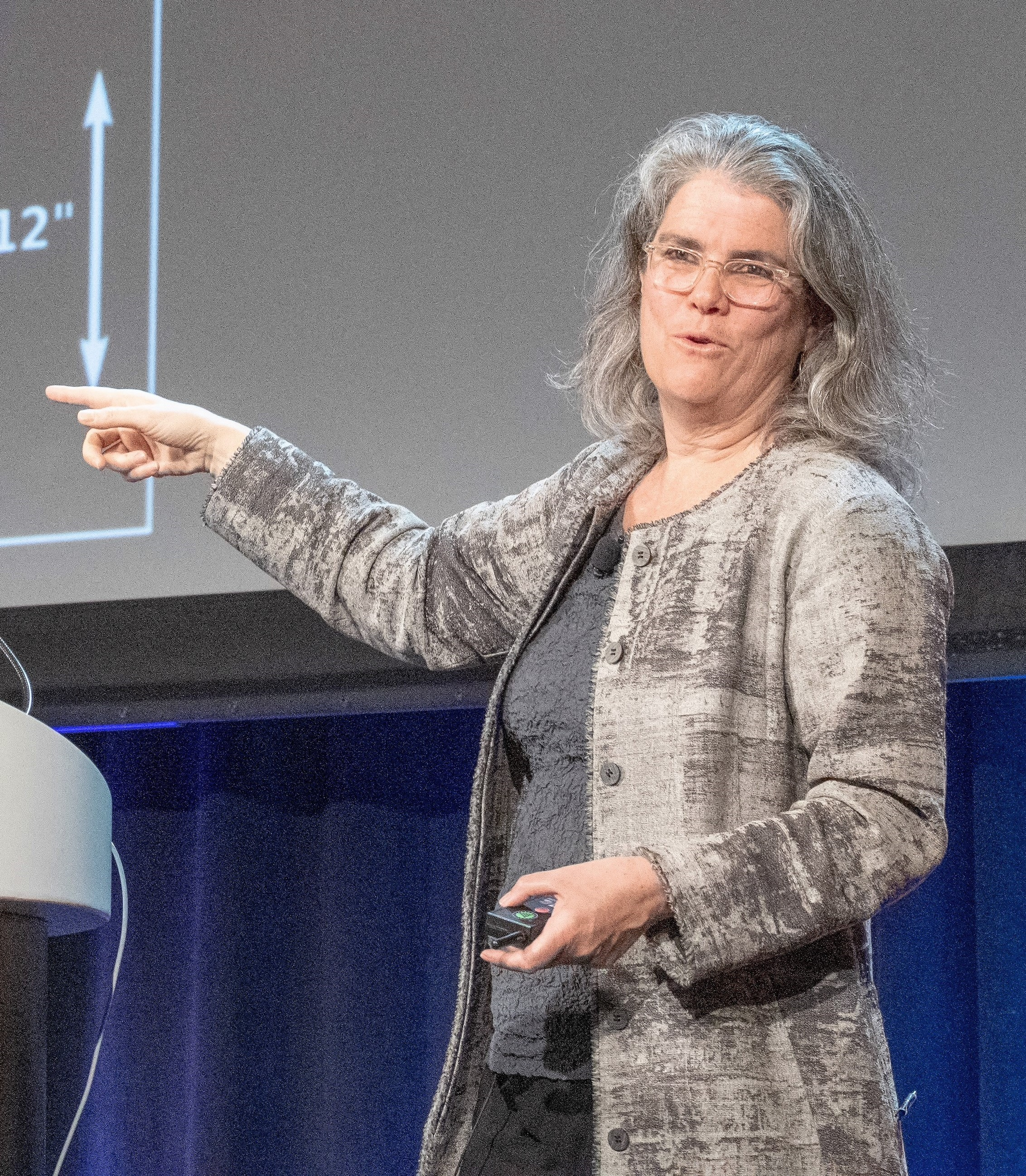
Andrea Ghez (* 1965)

- Ghez, Oscar (1905–1998), tunesischer Unternehmer, Kunstsammler und Mäzen
- Ghez, Susanne, US-amerikanische Kuratorin und Museumsleiterin
- Ghezal, Saïf (* 1981), tunesischer Fußballspieler
- Ghezali, Mehdi (* 1979), schwedisch-finnisch-algerischer Guantanamo-Inhaftierter
- Ghezali, Salima (* 1958), algerische Journalistin und Menschenrechtsaktivistin
- Ghezielle, Bouchra (* 1979), französische Leichtathletin
- Ghezzal, Abdelkader (* 1984), algerischer Fußballspieler
- Ghezzal, Rachid (* 1992), algerisch-französischer Fußballspieler
- Ghezze, Max (1889–1912), österreichisches Todesopfer im akademischen Kulturkampf
- Ghezzi, Biagio di Goro, italienischer Maler
- Ghezzi, Dori (* 1946), italienische Sängerin
- Ghezzi, Enrico (* 1952), italienischer Filmkritiker, Autor und Fernsehmoderator
- Ghezzi, Giorgio (1930–1990), italienischer Fußballspieler
- Ghezzi, Giovanni (1677–1746), Schweizer Architekt, hessen-kasselischer Landbaumeister
- Ghezzi, Giuseppe (1634–1721), italienischer Maler
- Ghezzi, John J. (1911–1983), US-amerikanischer Jurist und Politiker
- Ghezzi, Pier Leone (1674–1755), italienischer Maler, Radierer und Zeichner
- Ghezzi, Pierangelo (* 1956), italienischer Amateurastronom und Asteroidenentdecker
- Ghezzi, Sebastiano († 1645), italienischer Maler und Architekt

### Ghi
- Ghia, Ami (* 1956), indische Badmintonspielerin
- Ghia, Dana (* 1932), italienische Schauspielerin und Sängerin
- Ghia, Fernando (1935–2005), italienischer Filmproduzent und Schauspieler
- Ghia, Giacinto (1887–1944), italienischer Karosseriebauer
- Ghiakhomo Dunia, Gabriel (* 1957), nigerianischer Priester, Bischof von Auchi
- Ghiardello, Antonio (1898–1992), italienischer Ruderer
- Ghiață, Dumitru (1888–1972), rumänischer Künstler
- Ghibelin von Arles († 1112), Erzbischof von Arles, Patriarch von Jerusalem
- Ghibellini, Alberto (* 1973), italienischer Wasserballspieler
- Ghibellini, Alessandro (* 1947), italienischer Wasserballspieler
- Ghiberti, Lorenzo († 1455), italienischer Goldschmied, Erzgießer und Bildhauer
- Ghica, Alexandru II (1795–1862), walachischer Gospodar und rumänischer Politiker
- Ghica, Dimitrie (1816–1897), rumänischer Politiker
- Ghica, Gheorghe (1600–1664), Herrscher des Fürstentums Moldau und des Fürstentums Walachei
- Ghica, Grigore Alexandru († 1857), Fürst von Moldau
- Ghica, Ion († 1897), rumänischer Politiker
- Ghidella, Vittorio (1931–2011), italienischer Automobilingenieur und Geschäftsführer der Auto-Sparte von Fiat
- Ghidelli, Carlo (* 1934), italienischer Geistlicher, emeritierter römisch-katholischer Erzbischof von Lanciano-Ortona
- Ghidini, Gianni (1930–1995), italienischer Radrennfahrer
- Ghidoni, Alberto (* 1962), italienischer Skirennläufer
- Ghielmi, Lorenzo (* 1959), italienischer Organist, Cembalist, Dirigent und Musikwissenschaftler
- Ghielmi, Vittorio (* 1968), italienischer Gambist und Musikpädagoge
- Ghierra, Alfredo (1891–1973), uruguayischer Fußballspieler
- Ghigani, Patrick (* 1978), deutscher Fußballspieler
- Ghiggia, Alcides (1926–2015), uruguayisch-italienischer FußballspielerAlcides Ghiggia (1926–2015)

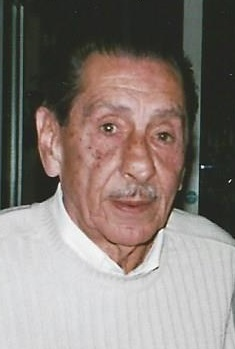
Alcides Ghiggia (1926–2015)

- Ghigi, Alessandro (1875–1970), italienischer Zoologe, Naturforscher und Umweltschützer
- Ghigi, Pellegrino (1899–1995), italienischer Diplomat
- Ghigiu, Matei (1924–2004), rumänischer Politiker (PCR)
- Ghiglia, Benedetto (1921–2012), italienischer Filmkomponist
- Ghiglia, Oscar (1876–1945), italienischer Maler
- Ghiglia, Oscar (1938–2024), italienischer Gitarrist
- Ghigliano, Cinzia (* 1952), italienische Comiczeichnerin und Illustratorin
- Ghiglione, Ernesto Aurelio (1884–1964), italienischer Ordensgeistlicher und römisch-katholischer Apostolischer Vikar von Benghazi
- Ghiglione, Paolo (* 1997), italienischer Fußballspieler
- Ghiglione, Romualdo (1891–1940), italienischer Turner
- Ghiglioni, Tiziana (* 1956), italienische Jazzsängerin
- Ghignoli, Antonella (* 1963), italienische Historikerin
- Ghijben, Cornelia, niederländische Schauspielerin
- Ghijben, Maria Elisabeth (1732–1800), niederländische Schauspielerin
- Ghijs, Louisa (1902–1985), belgische Operettensängerin und SchauspielerinLouisa Ghijs (1902–1985)

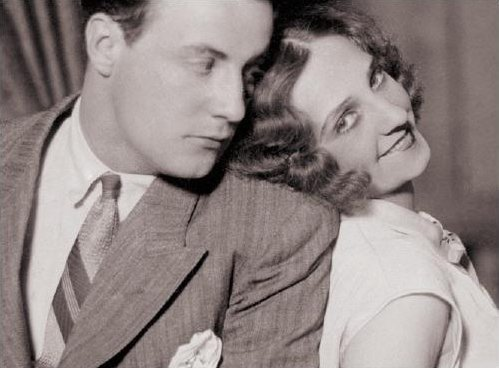
Louisa Ghijs (1902–1985)

- Ghika, Vladimir (1873–1954), rumänischer Diplomat und römisch-katholischer Geistlicher
- Ghil, René (1862–1925), französischer symbolistischer Dichter und Dichtungstheoretiker
- Ghilany, Johanna von (1862–1888), österreichische Opernsängerin (Mezzosopran)
- Ghilardi, Alberto (1909–1971), italienischer Radrennfahrer
- Ghilas, Kamel (* 1984), algerischer Fußballspieler
- Ghilas, Nabil (* 1990), französisch-algerischer Fußballspieler
- Ghildiyal, Madan Kumar (* 1966), indischer Diplomat
- Ghilenko, Alla (* 1992), ukrainische und moldauische Biathletin
- Ghilini, Tommaso Maria (1718–1787), italienischer Kardinal der Römischen Kirche
- Ghillany, Friedrich Wilhelm (1807–1876), deutscher evangelischer Theologe, Historiker und Publizist
- Ghillány, Imre (1860–1922), ungarischer Politiker, Obergespan und Ackerbauminister
- Ghillanyi, Johann (1687–1752), k.k. General der Kavallerie und Inhaber des Husarenregiments Nr. 12
- Ghillebert de Lannoy (1386–1462), französischer Adliger
- Ghimpu, Mihai (* 1951), moldauischer Politiker, Vorsitzender der Partidul Liberal, Präsident des moldauischen Parlaments
- Ghindovean, Darius (* 2001), rumänischer Fußballspieler
- Ghinguleac, Radu (* 1981), rumänischer Fußballschiedsrichterassistent
- Ghini, Luca (1490–1556), italienischer Arzt und Botaniker
- Ghinsberg, Yossi (* 1959), israelischer Autor und UmweltaktivistYossi Ghinsberg (* 1959)

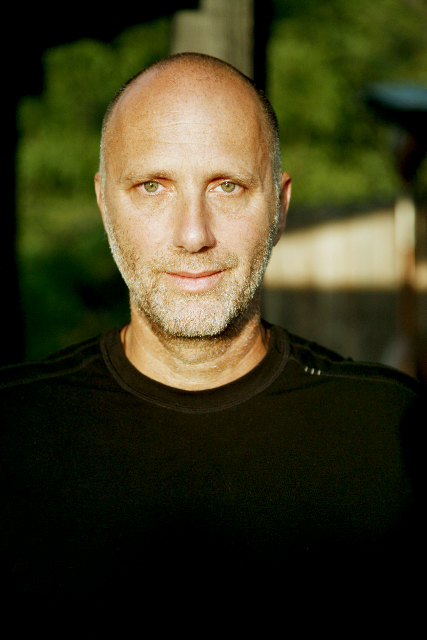
Yossi Ghinsberg (* 1959)

- Ghinucci, Girolamo (1480–1541), italienischer Geistlicher, Bischof, päpstlicher Diplomat und Kardinal der Römischen Kirche
- Ghinzani, Piercarlo (* 1952), italienischer Formel-1-Rennfahrer
- Ghioane, Tiberiu (* 1981), rumänischer Fußballspieler
- Ghione, Emilio (1879–1930), italienischer Filmregisseur, Filmproduzent, Drehbuchautor, Stummfilmschauspieler und Schriftsteller
- Ghione, Piero (1911–1982), italienischer Filmproduzent
- Ghione, Riccardo (1922–2003), italienischer Filmschaffender
- Ghionea, Sorin (* 1979), rumänischer Fußballspieler
- Ghionea, Valentin Marian (* 1984), rumänischer Handballspieler
- Ghioroaie, Ilona Georgiana (* 1998), rumänische Tennisspielerin
- Ghiorso, Albert (1915–2010), US-amerikanischer Physiker
- Ghiotti, Renzo (* 1951), san-marinesischer Politiker, Staatsoberhaupt von San Marino
- Ghiotto, Davide (* 1993), italienischer Eisschnellläufer
- Ghiotto, Luca (* 1995), italienischer Automobilrennfahrer
- Ghipu, Gheorghe (* 1954), rumänischer Leichtathlet
- Ghira, Aldo (1920–1991), italienischer Wasserballer
- Ghiragossian, Alicia (1936–2014), armenisch-argentinische Dichterin
- Ghirard, Bellino (1935–2013), französischer Geistlicher, römisch-katholischer Bischof von Rodez
- Ghirardacci, Cherubino (1519–1598), Augustinermönch und Historiker von Bologna
- Ghirardelli, Carlo (* 1950), Schweizer Schauspieler
- Ghirardelli, Domingo (1817–1894), italienischer Chocolatier
- Ghirardi, Alberto (1921–1987), italienischer Radrennfahrer
- Ghirardi, Giancarlo (1935–2018), italienischer Physiker
- Ghirardini, Gherardo (1854–1920), italienischer Klassischer Archäologe
- Ghirelli, Tommaso (* 1944), italienischer Geistlicher, emeritierter römisch-katholischer Bischof von Imola
- Ghirelli, Vittorio (* 1994), italienischer Automobilrennfahrer
- Ghiretti, Alessandro (* 2002), französischer Rennfahrer
- Ghiretti, Gasparo (1747–1797), italienischer Komponist und Geiger
- Ghiringhelli, Paolo (1778–1861), Schweizer Benediktiner und Statthalter
- Ghirlanda, Elio (1924–2015), Schweizer Sekundarlehrer und Sprachwissenschaftler
- Ghirlanda, Gianfranco (* 1942), italienischer Ordensgeistlicher, katholischer Theologe
- Ghirlandaio, Domenico (1449–1494), florentinischer Maler der RenaissanceDomenico Ghirlandaio (1449–1494)

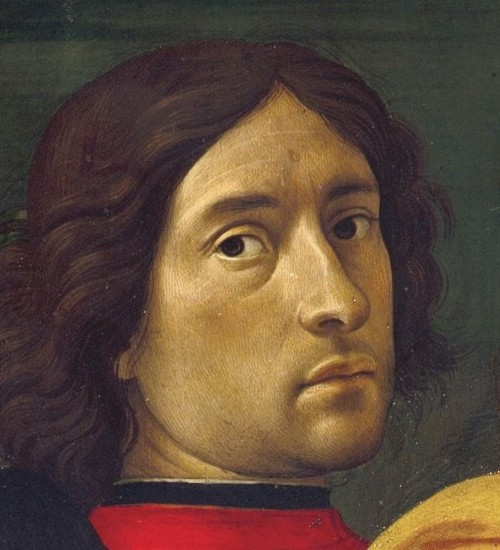
Domenico Ghirlandaio (1449–1494)

- Ghirlandaio, Ridolfo (1483–1561), italienischer Maler der florentinischen Schule
- Ghirlandaio, Tommaso (* 1424), italienischer Leder- und Seidenhändler, Geldmakler, Kranzverkäufer und möglicherweise Gold- und Silberschmied
- Ghirmai, Filmon (* 1979), deutscher Hindernisläufer
- Ghirmai, Philmon (* 1984), deutscher Politiker (Bündnis 90/Die Grünen)
- Ghiro, Alfred (* 1968), salomonischer Politiker
- Ghironzi, Giancarlo (1932–2020), san-marinesischer Politiker
- Ghirotto, Massimo (* 1961), italienischer Radrennfahrer
- Ghirri, Luigi (1943–1992), italienischer Fotograf
- Ghirshman, Roman (1895–1979), französischer Archäologe ukrainischer Herkunft
- Ghis, Philippe (1882–1918), französischer Fußballspieler und Leichtathlet
- Ghisalberti, Ilaria (* 2000), italienische Skirennläuferin
- Ghisalberti, Sergio (* 1979), italienischer Radrennfahrer
- Ghiselin, Johannes, franko-flämischer Komponist und Sänger der Renaissance
- Ghiselin, Michael (1939–2024), US-amerikanischer Biologe, Bioökonom und Philosoph der Biologie
- Ghiselli, Giovanni (1934–1997), italienischer Sprinter
- Ghisellini, Igino (1895–1943), italienischer Faschist, Politiker und Soldat
- Ghisendr., Griet Albert, niederländische Finderin einer Marienstatue
- Ghisetti, Michela (* 1966), Malerin, Zeichnerin, Grafikerin und Bildhauerin
- Ghisi, Giorgio (1520–1582), italienischer Kupferstecher und Tausiator
- Ghisi, Marchesina, Dogaressa von Venedig (1268–1275)
- Ghisi, Teodoro (1536–1601), italienischer Maler und Kupferstecher
- Ghislain, Charles (* 1951), belgischer Botschafter
- Ghislain, Kervin (* 1992), seychellischer Badmintonspieler
- Ghislanzoni, Antonio (1824–1893), italienischer Dichter
- Ghislanzoni, Ettore (1873–1964), italienischer Klassischer Archäologe und Prähistoriker
- Ghisletta, Federico (1907–1989), Schweizer Politiker (PS), Tessiner Gemeindepräsident, Grossrat und Staatsrat
- Ghisolfi, Giovanni (1623–1683), italienischer Maler
- Ghisolfi, Stefano (* 1993), italienischer Sport- und FelsklettererStefano Ghisolfi (* 1993)

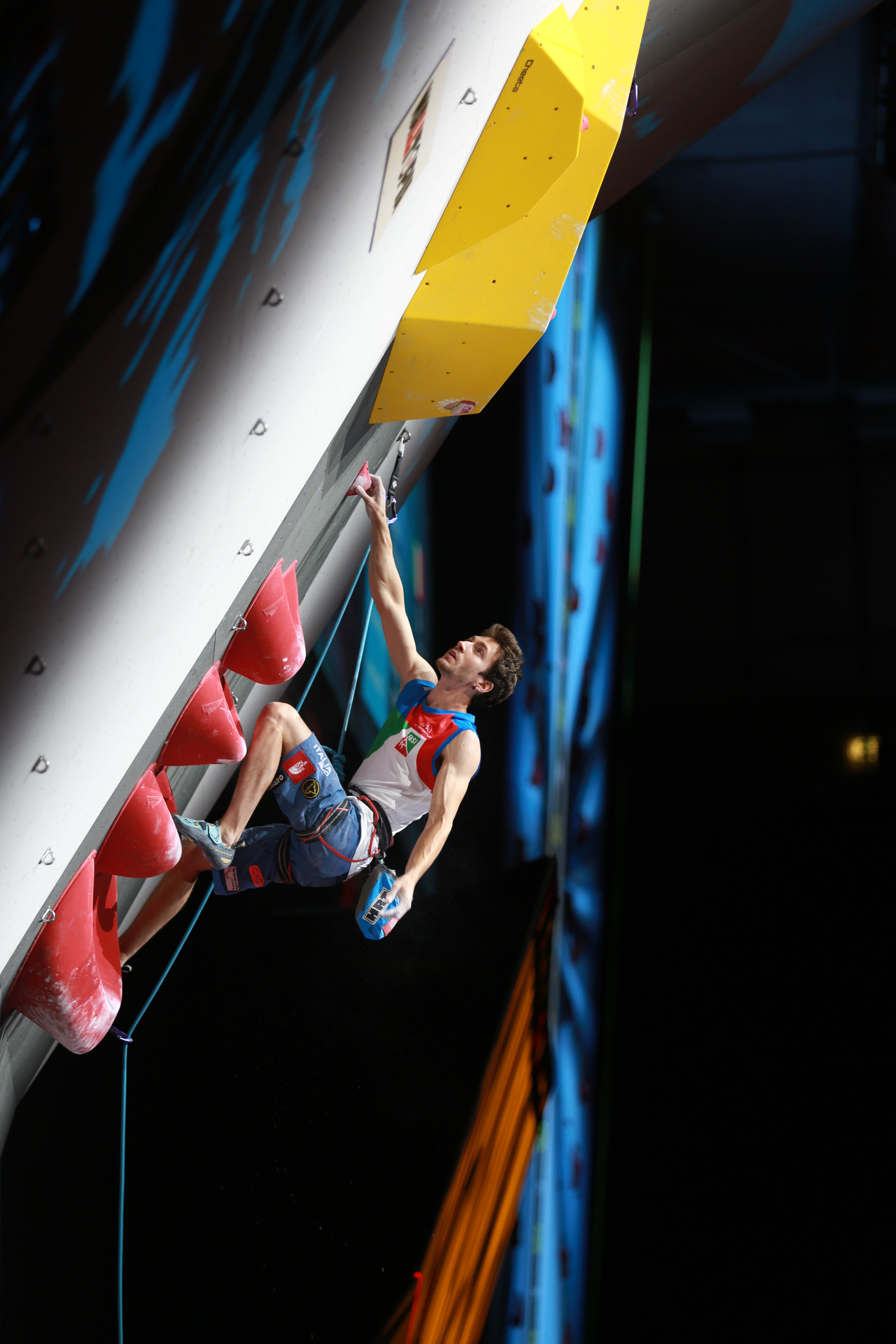
Stefano Ghisolfi (* 1993)

- Ghisoni, Fermo († 1575), italienischer Maler
- Ghisoni, Linda (* 1965), italienische Theologin und Kirchenrechtlerin
- Ghiță, Radu (* 1990), rumänischer Handballspieler
- Ghiță, Virgil (* 1998), rumänischer Fußballspieler
- Ghitani, Gamal al- (1945–2015), ägyptischer Journalist und Schriftsteller
- Ghițescu, Andreea (* 1997), rumänische Tennisspielerin
- Ghițescu, Theodor (1934–2008), rumänischer Schachspieler
- Ghito, Ali (1905–1983), deutsche Schauspielerin
- Ghițulică, Maria (* 1938), rumänische Politikerin (PCR)
- Ghiurekian, Ignazio (1833–1921), armenisch-katholischer Ordensgeistlicher, Generalabt der Mechitaristen von Venedig
- Ghiurghi, Andrea (* 1966), italienischer Beachvolleyballspieler
- Ghiurițan, Remus (* 1919), rumänischer Fußballspieler und -trainer
- Ghiuță, Monica (1940–2019), rumänische Film- und Theaterschauspielerin
- Ghiyas-ud-din Tughluq Shah I. († 1325), Gründer und erste Herrscher der türkischen Tughlak-Dynastie im Sultanat von Delhi
- Ghiz, Robert (* 1974), kanadischer Politiker, Premierminister von Prince Edward Island
- Ghizzoni, Lorenzo (* 1955), italienischer Geistlicher, Erzbischof von Ravenna-Cervia

### Ghl
- Ghlamallah, Bouabdellah (* 1934), algerischer Politiker und Minister für religiöse Angelegenheiten in Algerien
- Ghlonti, Felix (1927–2012), georgischer Komponist

### Ghn
- Ghnaim, Masud (* 1965), israelischer Politiker (Vereinigte Arabische Liste)

### Gho
- Ghobadi, Bahman (* 1969), iranisch-kurdischer Filmregisseur
- Ghoddos, Saman (* 1993), schwedischer Fußballspieler
- Ghodhbane, Kaies (* 1976), tunesischer Fußballspieler
- Ghods-Nachai, Hossein (1911–1977), iranischer Dichter, Politiker und Diplomat
- Ghodsee, Kristen (* 1970), US-amerikanische Anthropologin
- Ghoga, Abdul Hafiz, libyscher Jurist und Politiker
- Ghogare, Pranali (* 1995), indische Schauspielerin
- Ghogreff, Johann († 1554), deutscher Humanist und Kanzler von Jülich-Kleve-Berg
- Ghojaehmet, Shahzat (* 2006), chinesischer Fußballspieler
- Gholamasad, Dawud (* 1943), iranisch-deutscher Soziologe
- Gholami, Aref (* 1997), iranischer Fußballspieler
- Gholami, Aryan (* 2001), iranischer Schachgroßmeister
- Gholami, Solmaz (* 1981), iranische Filmemacherin, Filmeditorin, Drehbuchautorin und Film- und Theaterkritikerin
- Gholizadeh, Ali (* 1996), iranischer Fußballspieler
- Gholizadeh, Mahtab (* 1988), iranische Journalistin
- Gholoum, Ahmad (* 1980), kuwaitischer Kugelstoßer
- Gholson, James (1798–1848), US-amerikanischer Politiker
- Gholson, Richard D. (1804–1862), US-amerikanischer Politiker
- Gholson, Samuel Jameson (1808–1883), US-amerikanischer Rechtsanwalt, Richter, Politiker und General der Konföderierten im Amerikanischen Bürgerkrieg
- Gholson, Thomas († 1816), US-amerikanischer Politiker
- Gholson, Thomas Saunders (1810–1868), US-amerikanischer Jurist und Politiker
- Gholston, William (* 1991), US-amerikanischer American-Football-Spieler auf der Position des Defensive Ends
- Ghomayshi, Siavash (* 1945), iranischer Sänger und Musiker
- Ghomi, Hossein (* 1982), iranischer Judoka
- Ghommidh, Néjib (* 1953), tunesischer Fußballspieler
- Ghomri, Mouhcine El (1960–2023), deutscher Autor, Regisseur und Dokumentarfilmer
- Ghon, Anton (1866–1936), österreichischer Anatom und Bakteriologe
- Ghon, Karl (1835–1919), österreichischer Kaufmann und Politiker
- Ghoneim, Abdullah Yusuf al- (* 1947), kuwaitischer Geograph und Politiker
- Ghongham, Israa al, saudi-arabische Menschenrechtsaktivistin
- Ghonim, Wael (* 1980), ägyptischer Internet-Aktivist
- Ghoochannejhad, Reza (* 1987), iranisch-niederländischer Fußballspieler
- Ghoor, Maria van der, niederländische Stifterin
- Ghopur, Muhamet (* 1997), chinesischer Fußballspieler
- Ghorashi, Halleh (* 1962), iranisch-niederländische Anthropologin
- Ghorbal, Mustapha (* 1985), algerischer Fußballschiedsrichter
- Ghorbani, Behzad (* 1971), iranischer Zoologe und Biologe
- Ghorbani, Mahsa (* 1989), iranische Fußballschiedsrichterin
- Ghorbani, Mehdi (* 1988), iranischer Boxer
- Ghorbanifar, Manucher (* 1945), iranischer Waffenhändler und Nachrichtendienst-Informant
- Ghormley, Robert L. (1883–1958), US-amerikanischer Vice AdmiralRobert L. Ghormley (1883–1958)

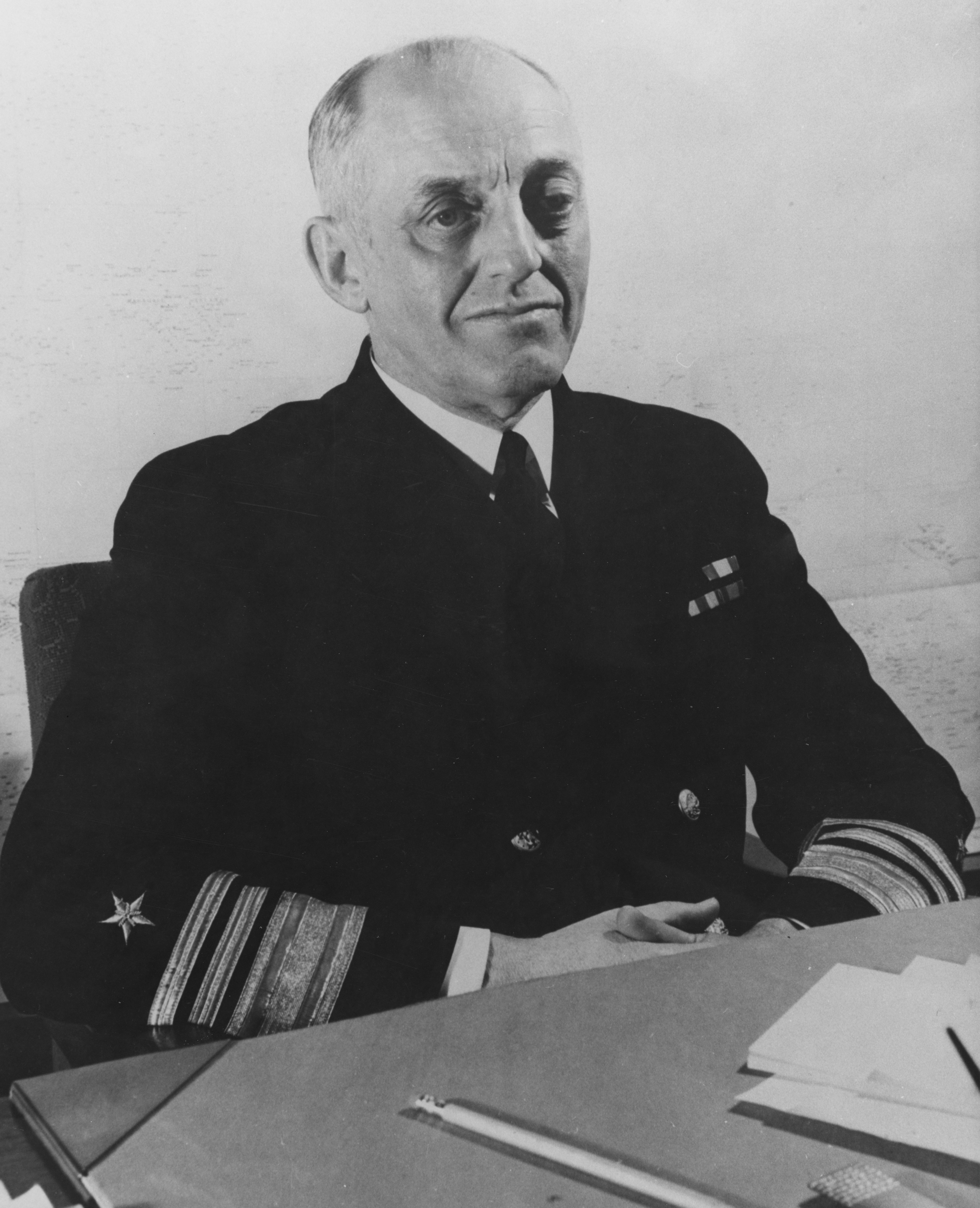
Robert L. Ghormley (1883–1958)

- Ghorpade, Sanyogita (* 1992), indische Badmintonspielerin
- Ghorpade, Sujay (* 1965), indischer Tischtennisspieler
- Ghosal, Saurav (* 1986), indischer Squashspieler
- Ghosal, Smaran († 2008), indischer Laienschauspieler
- Ghose, Aurobindo (1872–1950), indischer Politiker, Philosoph, Yoga-Meister und GuruAurobindo Ghose (1872–1950)

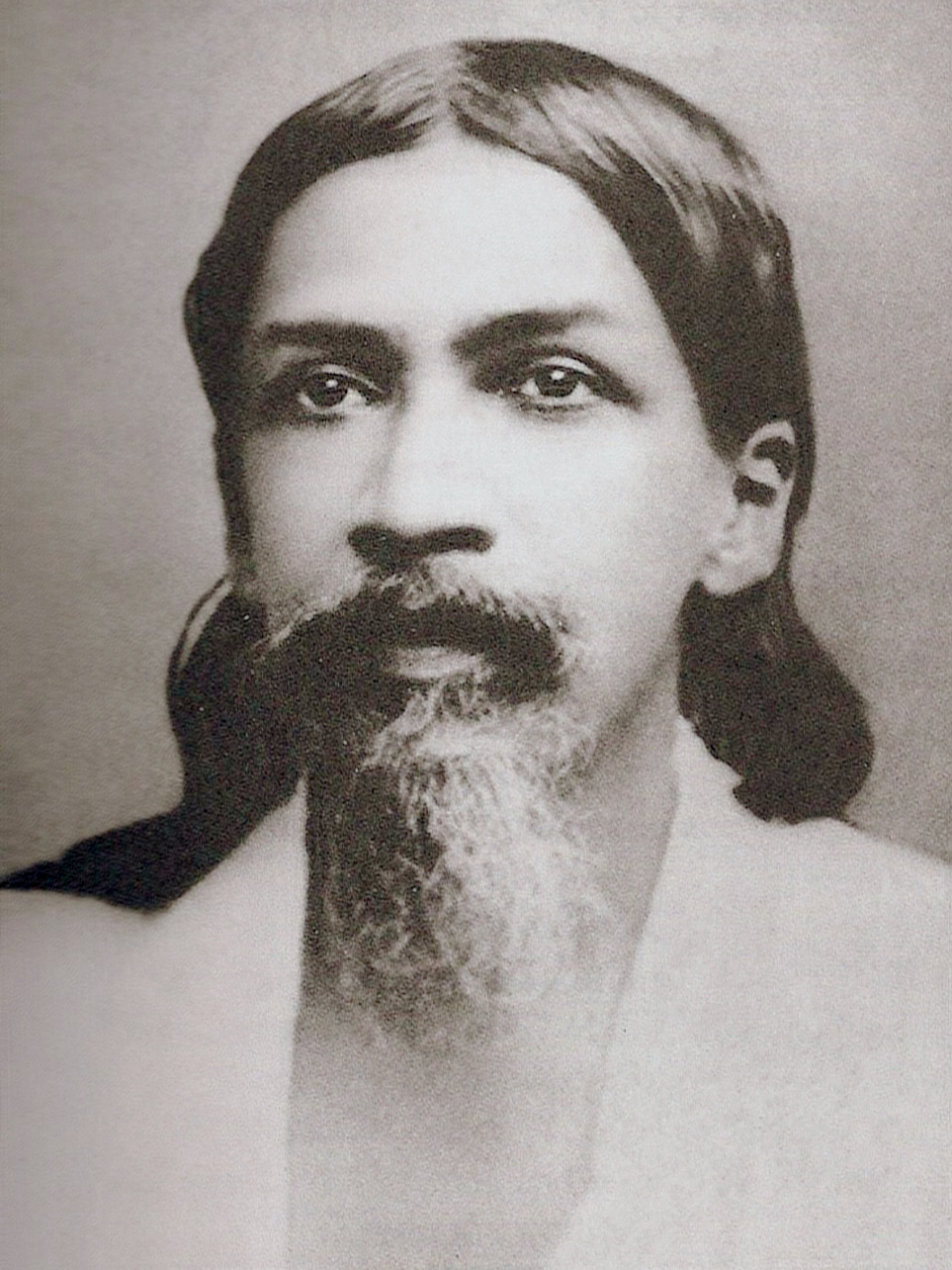
Aurobindo Ghose (1872–1950)

- Ghose, Goutam (* 1950), indischer Filmregisseur
- Ghosez, Léon (* 1934), belgischer Chemiker und Hochschullehrer (Universität Louvain)
- Ghosh, Amalananda (1910–1981), indischer Archäologe
- Ghosh, Amitav (* 1956), indischer Schriftsteller
- Ghosh, Arun, britischer Jazzmusiker (Klarinette, Komposition)
- Ghosh, Bhaskar Kumar (1936–2008), indisch-US-amerikanischer Mathematiker
- Ghosh, Bickram (* 1966), indischer Tablaspieler
- Ghosh, Bishnu Charan (1903–1970), bengalischer Bodybuilder und Hathayoger
- Ghosh, Dhruba (1957–2017), indischer Sarangispieler
- Ghosh, Dipu (* 1940), indischer Badmintonspieler
- Ghosh, Jayati (* 1955), indische Ökonomin und Hochschullehrerin
- Ghosh, Pannalal (1911–1960), indischer Bansurispieler, Musikpädagoge und Komponist
- Ghosh, Prabir (1945–2023), indischer Autor und Bürgerrechtler
- Ghosh, Raman (* 1942), indischer Badmintonspieler
- Ghosh, Richa (* 2003), indische Cricketspielerin
- Ghosh, Rituparno (1963–2013), bengalischer Filmregisseur
- Ghosh, Sanjiban (* 1991), indischer Fußballspieler
- Ghosh, Shankar (1935–2016), indischer Tablaspieler
- Ghosh, Shanta (* 1975), deutsche Leichtathletin
- Ghosh, Soumyajit (* 1993), indischer Tischtennisspieler
- Ghosh, Sunayana (* 1979), indische Perkussionistin
- Ghosh, Sushmit, indischer Dokumentarfilmer
- Ghoshal, Shreya (* 1984), indische Playbacksängerin
- Ghoshal, Sumantra (1948–2004), indischer Wirtschaftswissenschaftler
- Ghosn, Carlos (* 1954), brasilianischer ManagerCarlos Ghosn (* 1954)

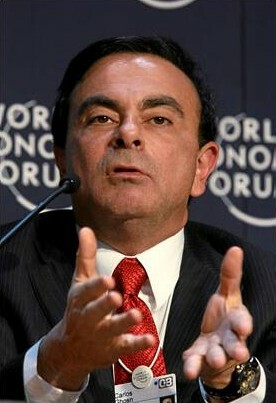
Carlos Ghosn (* 1954)

- Ghost Rider, schwedischer Motorradfahrer
- Ghostemane (* 1991), amerikanischer Musiker, Rapper und Sänger
- Ghostface Killah (* 1970), US-amerikanischer RapperGhostface Killah (* 1970)

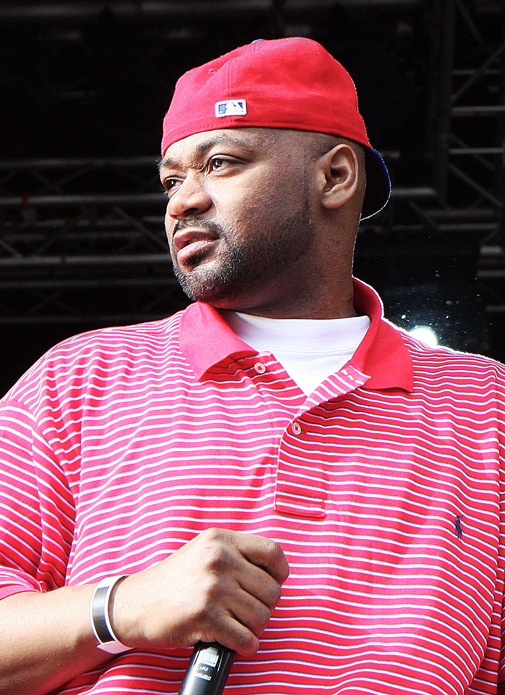
Ghostface Killah (* 1970)

- Ghostley, Alice (1923–2007), US-amerikanische Schauspielerin
- Ghostpoet (* 1983), britischer Sänger
- Ghotan, Bartholomäus († 1496), Buchdrucker in Magdeburg, Lübeck und Stockholm
- Ghotany, Yahya (* 2004), syrischer Taekwondoin
- Ghotbzadeh, Sadegh (1936–1982), iranischer Außenminister
- Ghotmeh, Lina (* 1980), libanesisch-französische Architektin
- Ghotra, Pal (* 1998), deutscher Basketballspieler
- Ghoula, Hatem (* 1973), tunesischer Leichtathlet (Geher)
- Ghoulam, Faouzi (* 1991), algerischer Fußballspieler
- Ghoumarassi, Madjid, algerischer Radrennfahrer
- Ghouse, Mustafa (* 1980), indischer Tennisspieler
- Ghoussoub, Nassif (* 1953), kanadischer Mathematiker
- Ghozali, Sid Ahmed (1937–2025), algerischer Politiker

### Ghr
- Ghraichy, Simon (* 1985), französischer Pianist
- Ghribi, Habiba (* 1984), tunesische Mittel- und Langstreckenläuferin
- Ghrist, Robert (* 1969), US-amerikanischer Mathematiker

### Ghu
- Ghubar, Ghulam Muhammad (1897–1978), afghanischer Politiker und Schriftsteller
- Ghufron, Ali (1960–2008), indonesischer Islamist
- Ghukassjan, Arkadi (* 1957), armenischer Politiker, Präsident der Republik Bergkarabach
- Ghul, Asma al- (* 1982), palästinensische Journalistin, Bloggerin und Aktivistin für Menschenrechte
- Ghulam Kassim († 1844), indischer Schachmeister
- Ghulām Khalīl († 888), aus Basra stammender Gelehrter des Islam, muḥaddith und Prediger
- Ghulam Muhammad, Malik (1895–1956), pakistanischer Politiker
- Ghulam Qadir († 1789), Anführer der Rohilla
- Ghulam, Nadia (* 1985), afghanische Frau
- Ghulam, Rabani (* 1951), afghanischer Boxer
- Ghule, Shardha (* 1991), indische Leichtathletin
- Ghulum Abbas, Hussain (* 1969), Fußballspieler der Vereinigten Arabischen Emirate
- Ghunaimat, Jumana (* 1973), jordanische Ministerin und Journalistin
- Ghurak, sogdischer Herrscher
- Ghutschani, Mohammad Ali (1771–1877), iranischer Kalligraf
- Ghuysen, Jean-Marie (1925–2004), belgischer Mikrobiologe

### Ghw
- Ghwinianidse, Mate (* 1986), georgischer Fußballspieler
- Ghwiniaschwili, Beka (* 1995), georgischer Judoka

### Ghy
- Ghyczy, Jenő (1893–1982), ungarischer Diplomat und Politiker
- Ghyczy, Kálmán (1808–1888), ungarischer Minister
- Ghyczy, Peter (1940–2022), deutsch-ungarischer DesignerPeter Ghyczy (1940–2022)

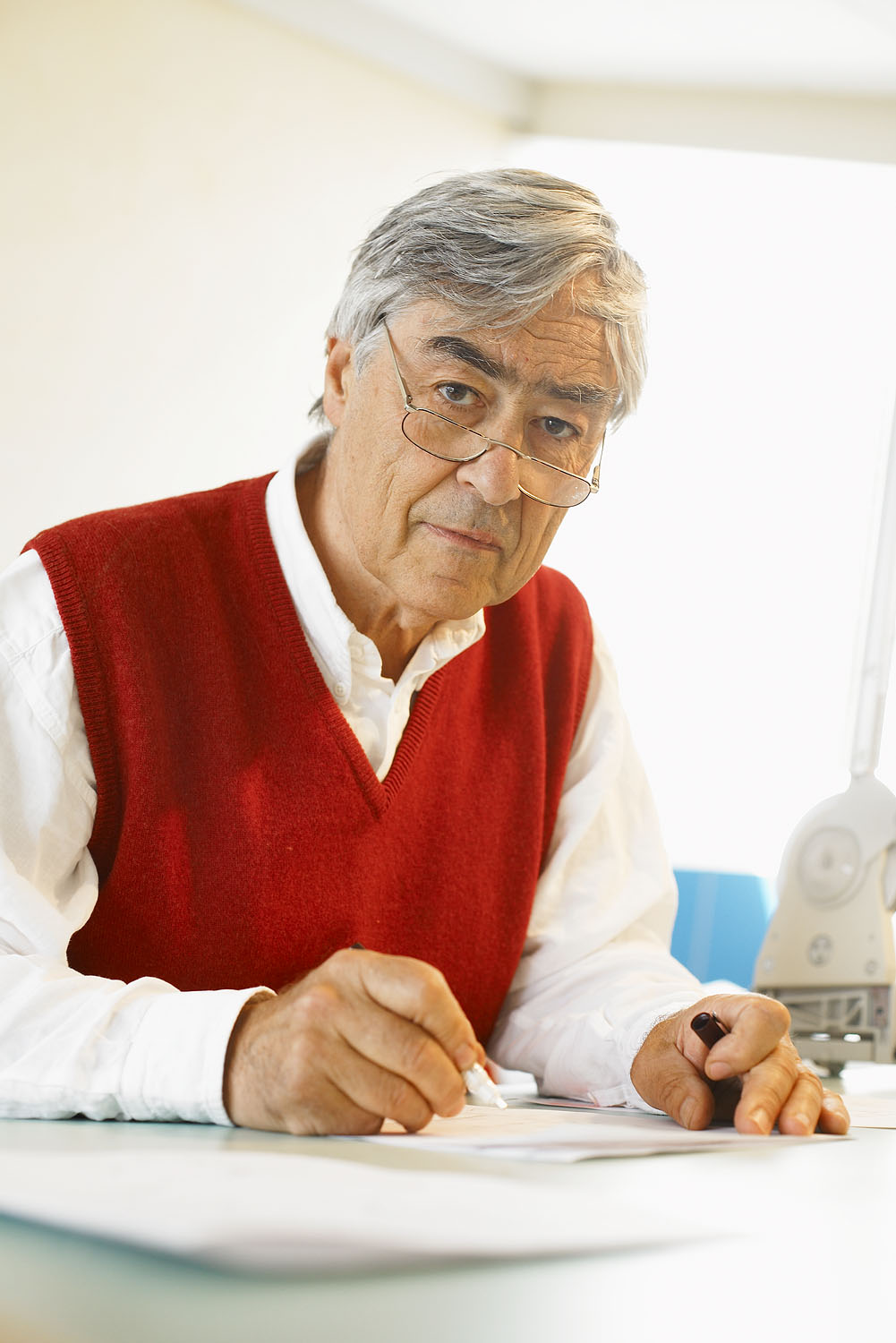
Peter Ghyczy (1940–2022)

- Ghyka Cantacuzene, Gheorghe (1902–1988), rumänischer Adeliger und Autorennfahrer
- Ghyka Cantacuzene, Ioan (1904–1932), rumänischer Adeliger, Flieger und Autorennfahrer
- Ghyka, Matila (1881–1965), rumänischer Diplomat, Marineoffizier, Mathematiker, Philosoph, Ingenieur, Historiker und Schriftsteller
- Ghyllebert, Pieter (* 1982), belgischer Radrennfahrer
- Ghys, Étienne (* 1954), französischer Mathematiker
- Ghys, Robbe (* 1997), belgischer Radsportler
- Ghyselinck, Jan (* 1988), belgischer Radrennfahrer